# Bobule

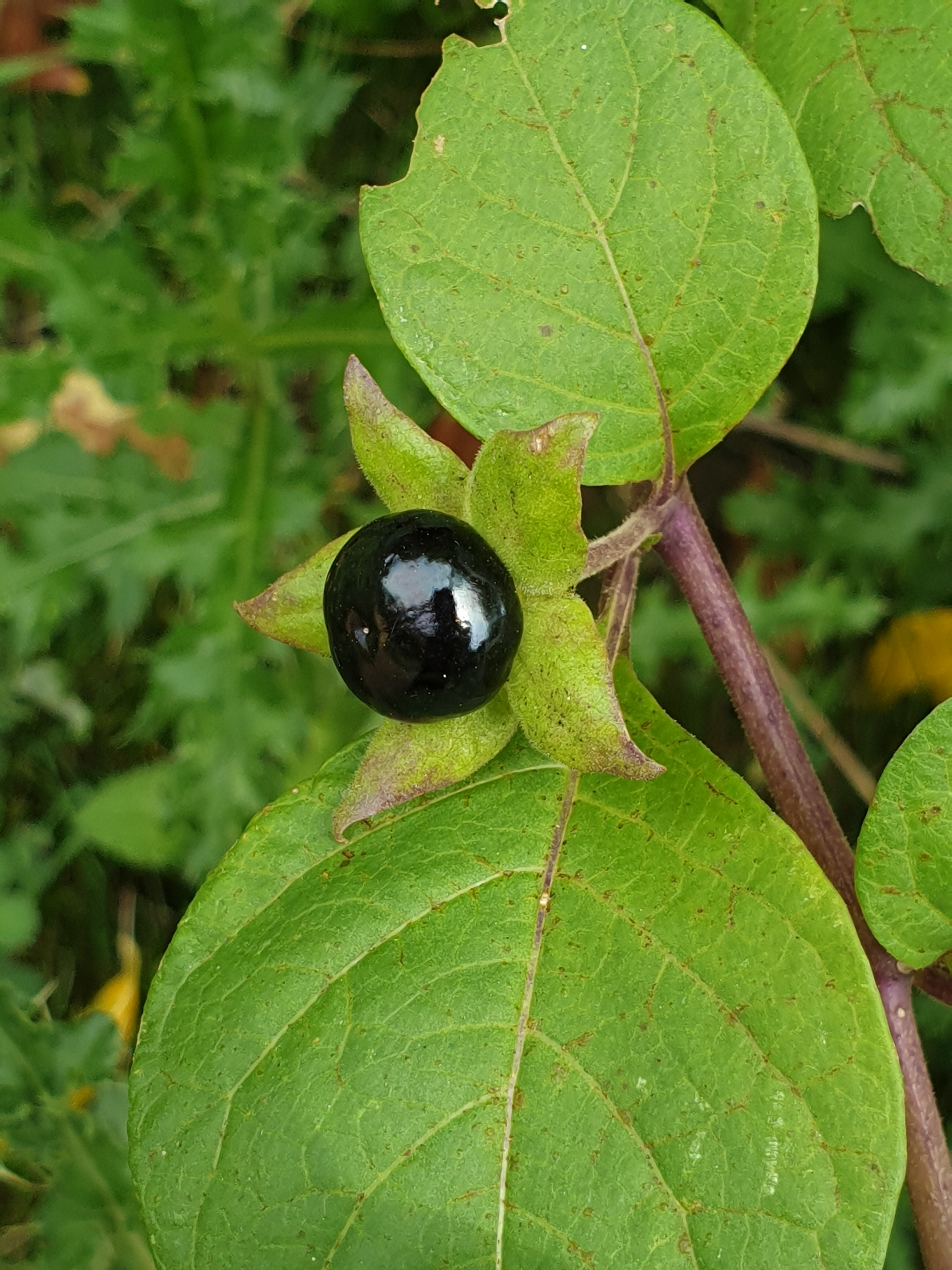
Bobule rulíku zlomocného podepřená vytrvalým kalichem

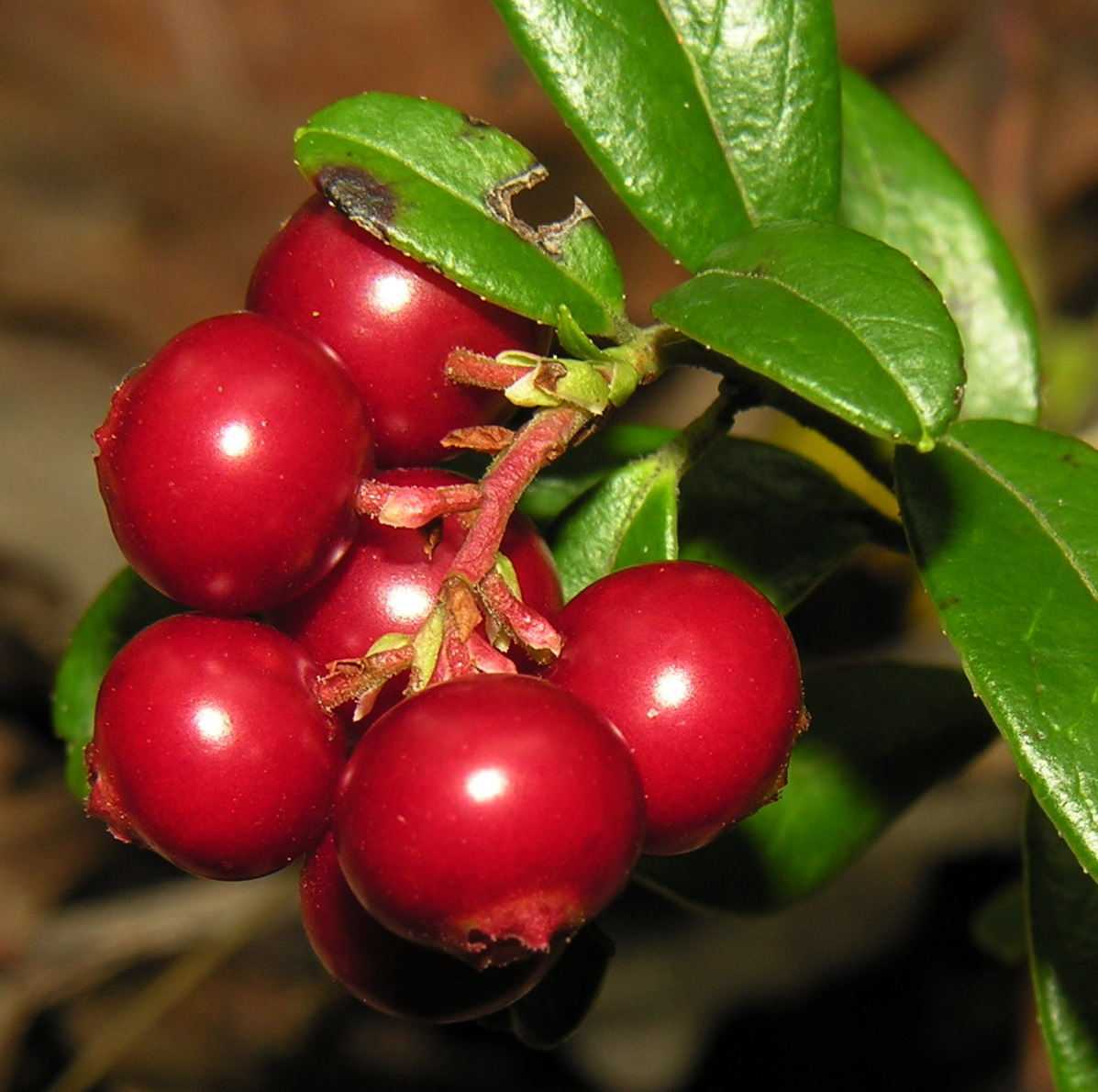
Bobule brusnice brusinky vzniklé ze spodního semeníku

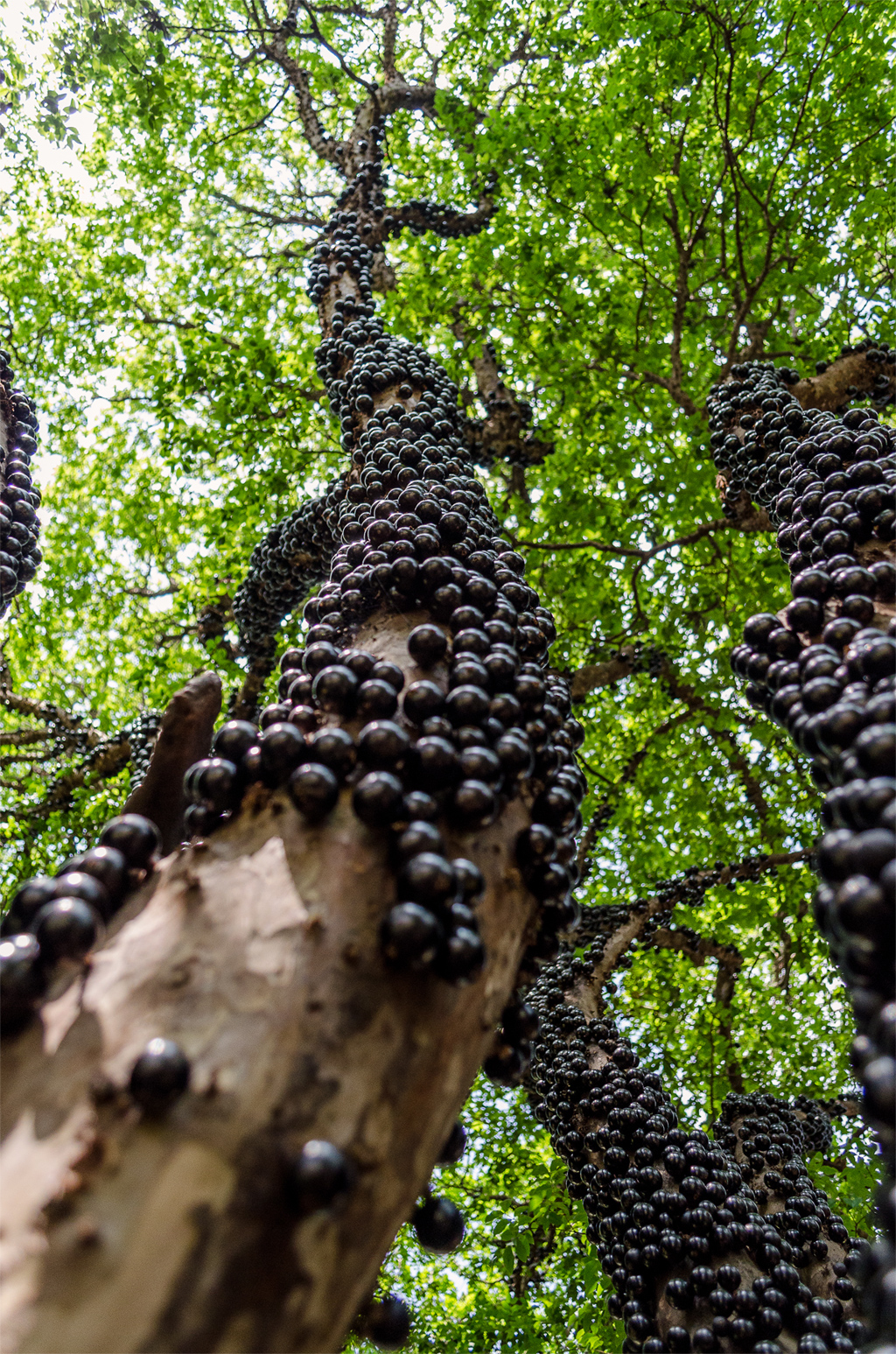
Jihoamerická dřevina Plinia cauliflora s plody vyrůstajícími přímo z kmene

Bobule (bacca) je z botanického hlediska dužnatý nepukavý plod, který neobsahuje tvrdou pecku. V rostlinné říši se jedná o poměrně rozšířený typ plodu, zastoupený u jednoděložných i dvouděložných rostlin. Bobuli v tomto smyslu má například rulík, vraní oko či brusnice, z kulturních rostlin rajče, okurka nebo rybíz. V ovocnářství, zahradnictví a potravinářství se však jako bobule či bobuloviny často označuje i drobné ovoce, které mezi bobule fakticky nepatří, jako jsou jahody, maliny, trnky, jeřabiny a další.

## Charakteristika bobule
V nejužším smyslu je bobule definována jako dužnatý nepukavý plod, jehož nejvnitřejší vrstva oplodí (endokarp) není tvrdá a výrazně diferencovaná od střední vrstvy (mezokarpu), jak je tomu u peckovice. Většina bobulí se formuje z cenokarpního semeníku, vzniklého srůstem dvou či více plodolistů, existují však i bobule vzniklé z monomerního semeníku (např. samorostlík). Zdužnatělé je u bobule nejen oplodí, ale ve většině případů i přehrádky semeníku a placenta. Někdy plod nese vytrvalé zbytky jiných květních částí, jako je kalich či čnělky. Pokud vzniká ze svrchního semeníku, jsou zbytky okvětí na jeho bázi. U některých zástupců, jako je například mochyně či withanie z čeledi lilkovité, se kalich po odkvětu zvětšuje a obaluje celý plod.
Vzniká-li bobule ze spodního semeníku, na stavbě jejího oplodí se podílí nejen stěna semeníku, ale i češule, která tvoří vnější vrstvu obalu plodu, a případné zbytky okvětí se pak nacházejí na vrcholu plodu. Je-li v květu apokarpní gyneceum, vzniká ze souboru volných pestíků souplodí bobulí, které mohou různým způsobem srůstat. 
Vnější vrstva oplodí, zvaná exokarp, může mít různou tloušťku a konzistenci. U některých bobulí je tenká a blanitá, u jiných může být tlustá a dužnatá nebo naopak tvrdá a do různé míry dřevnatějící. Povrch může být hladký nebo pokrytý chlupy, výstupky či trny a ostny. Dužnina je tvořena mezokarpem a její nejvnitřnější část obklopující semena nediferencovaným endokarpem. Může mít různou konzistenci od měkké a máslovité až po tuhou nebo vláknitou. U některých rostlin, jako je paprika nebo štětinec, bobule za zralosti vysýchají. Semena jsou v bobuli volně ložená v dužnině, nejsou obklopena sklerenchymatickou vrstvou a jejich počet se pohybuje od jediného (např. hruškovec) až po velké množství.
Bobule je rozšířeným typem plodu napříč celou říší kvetoucích (krytosemenných) rostlin. Charakteristické jsou např. pro čeledi árónovité, dřišťálovité, kaktusovité, lilkovité, melastomovité, mořenovité, myrtovité, révovité, tykvovité, vřesovcovité, zapotovité a mnohé jiné.

#### Bobule révy

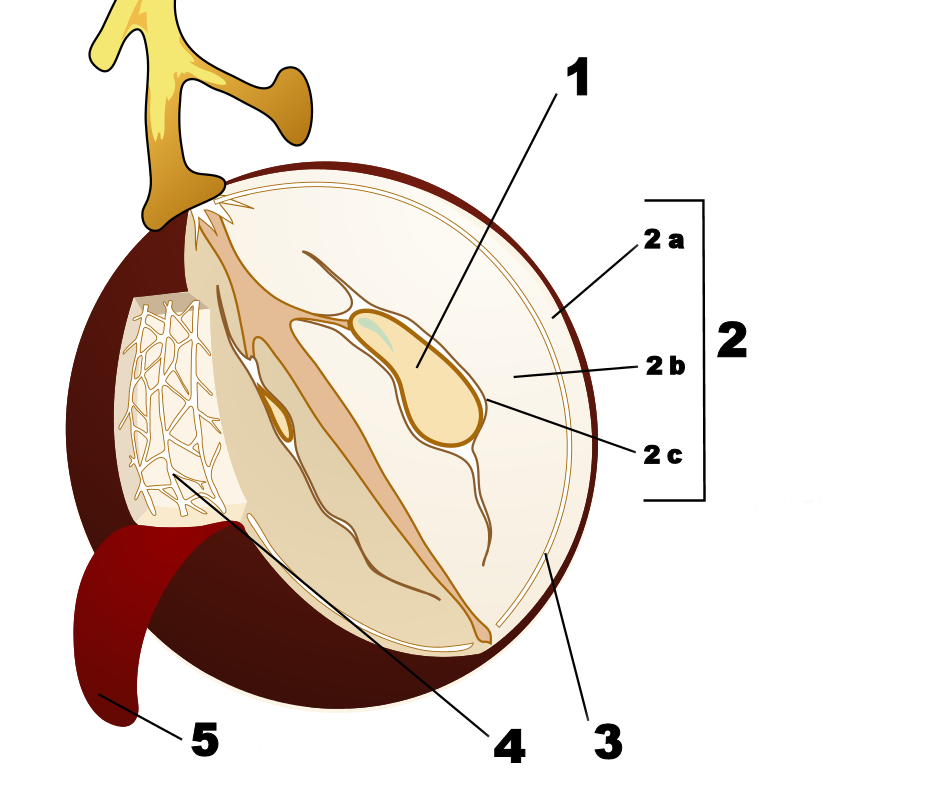
Nákres skladby bobule révy vinné 1: semeno, 2a, 2b: mezokarp, 2c: endokarp, 3, 4: cévní svazky, 5: exokarp (slupka s kutikulou)

Příkladem klasické bobule je kuličkové víno, plod révy vinné. Plod se formuje ze svrchního synkarpního semeníku, srostlého ze dvou plodolistů s nákoutní (téměř bazální) placentací. Každý z obou plodolistů obsahuje dvě vajíčka a plně oplozená bobule révy je proto čtyřsemenná. 
Na povrchu plodu je tuhá pokožka neboli epidermis krytá tenkou vrstvou voskové kutikuly. Pod pokožkou je vrstva tvořená několika vrstvami tlustostěnných (kolenchymatických) buněk známá jako hypodermis. Obě tyto vrstvy tvoří vnější slupku plodu neboli exokarp. Hlavní část dužniny tvoří mezokarp, který je tvořen velkými parenchymatickými buňkami a protkaný cévními svazky. Semena v dužnině jsou opět obklopena dvěma vrstvami, vnitřní epidermis a hypodermis, které společně tvoří endokarp.

#### Bobule aktinidie

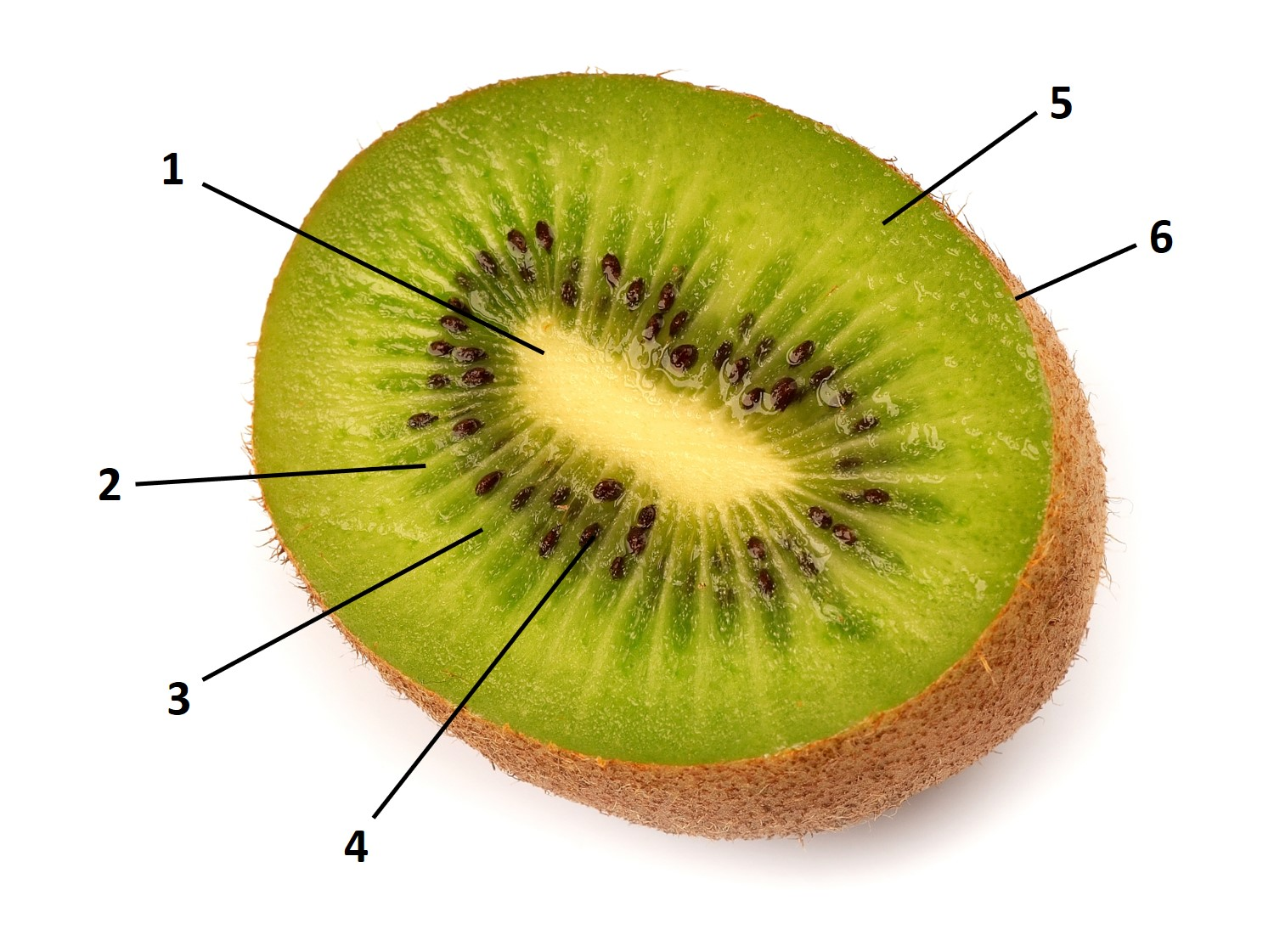
Příčný řez bobulí kiwi 1: střední sloupek s placentou, 2: přehrádka semeníku, 3: plodolist, 4: semena, 5:dužnina (mezokarp), 6: exokarp s pokožkou

Bobule aktinidie neboli kiwi vzniká ze synkarpního svrchního semeníku s nákoutní placentací, srostlého z většího počtu (asi 15 až 30) plodolistů. V každém plodolistu je větší počet vajíček, uspořádaných v jedné podélné řadě. Na vrcholu plodu je „bubáček“ s patrnými zbytky zaschlých volných čnělek, jejichž počet odpovídá počtu plodolistů, na bázi jsou okolo jizvy po plodní stopce lístky vytrvalého kalicha. Tuhá hnědá slupka plodu představuje exokarp a bývá pokrytá štětinovitými chlupy. Pod slupkou je měkká zelená dužnina tvořená velkými parenchymatickými buňkami a řídce protkaná cévními svazky. Střed plodu tvoří bělavý, silně zdužnatělý sloupek, nesoucí centrální placentu. K ní jsou připojeny podlouhlé a ze stran smáčknuté plodolisty, uspořádané do kruhu. V každém z nich je řada semen dosahující od báze plodu až k jeho vrcholu. Od placenty se ke každému jednotlivému semeni odděluje cévní svazek, který jej v průběhu ontogeneze vyživuje. Na příčném řezu plodem jsou zřetelné přehrádky semeníku, tvořící světlejší paprsčitou strukturu.

## Specifické typy bobulí
Některé typy bobulí mají specifickou stavbu a vžilo se pro ně speciální označení. Příkladem může být tykev tykvovitých nebo hesperidium citrusů. Bobule mohou také srůstat v plodenství nebo se naopak za zralosti rozpadat na jednotlivé plůdky. Někdy se na jejich stavbě podílejí i jiné části květu než semeník a vzniká tzv. nepravý plod.

### Tykev
Tykev neboli peponium je speciální typ dužnaté bobule, která se formuje ze spodního semeníku s parietální nebo případně apikální placentací. Vnitřní dužnina plodu není rozčleněna přehrádkami. Tykve mívají tlustou, někdy i dřevnatějící slupku a zpravidla jsou nepukavé. Je to typický plod tykvovitých (tykev, meloun, lubenice, okurka aj.). Obdobný typ plodu má i papája a banánovníky, někdy se sem řadí i plody mučenky. V českojazyčném prostředí tento typ plodů většinou není rozlišován a bývají označovány jako bobule.

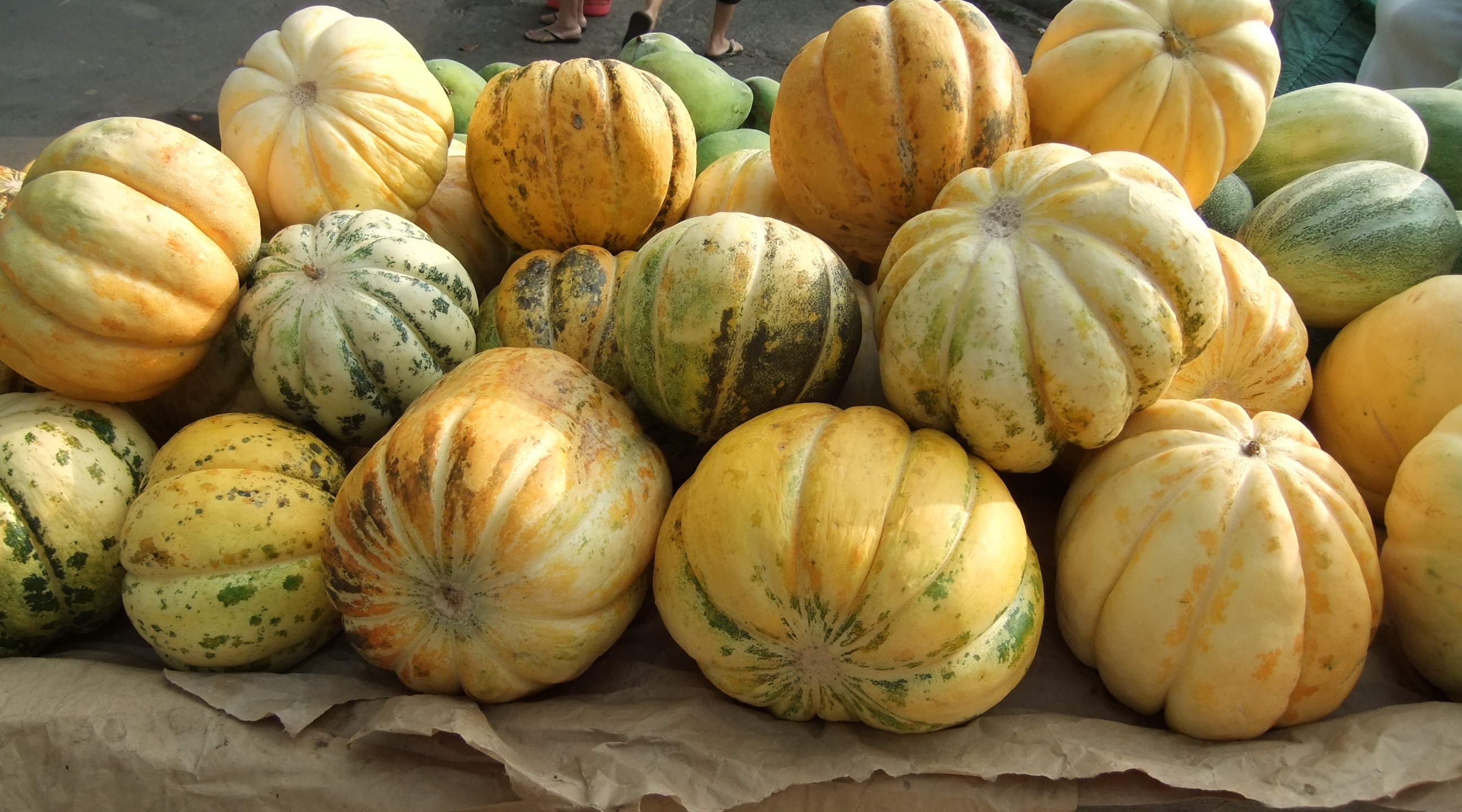
Plody melounu cukrového
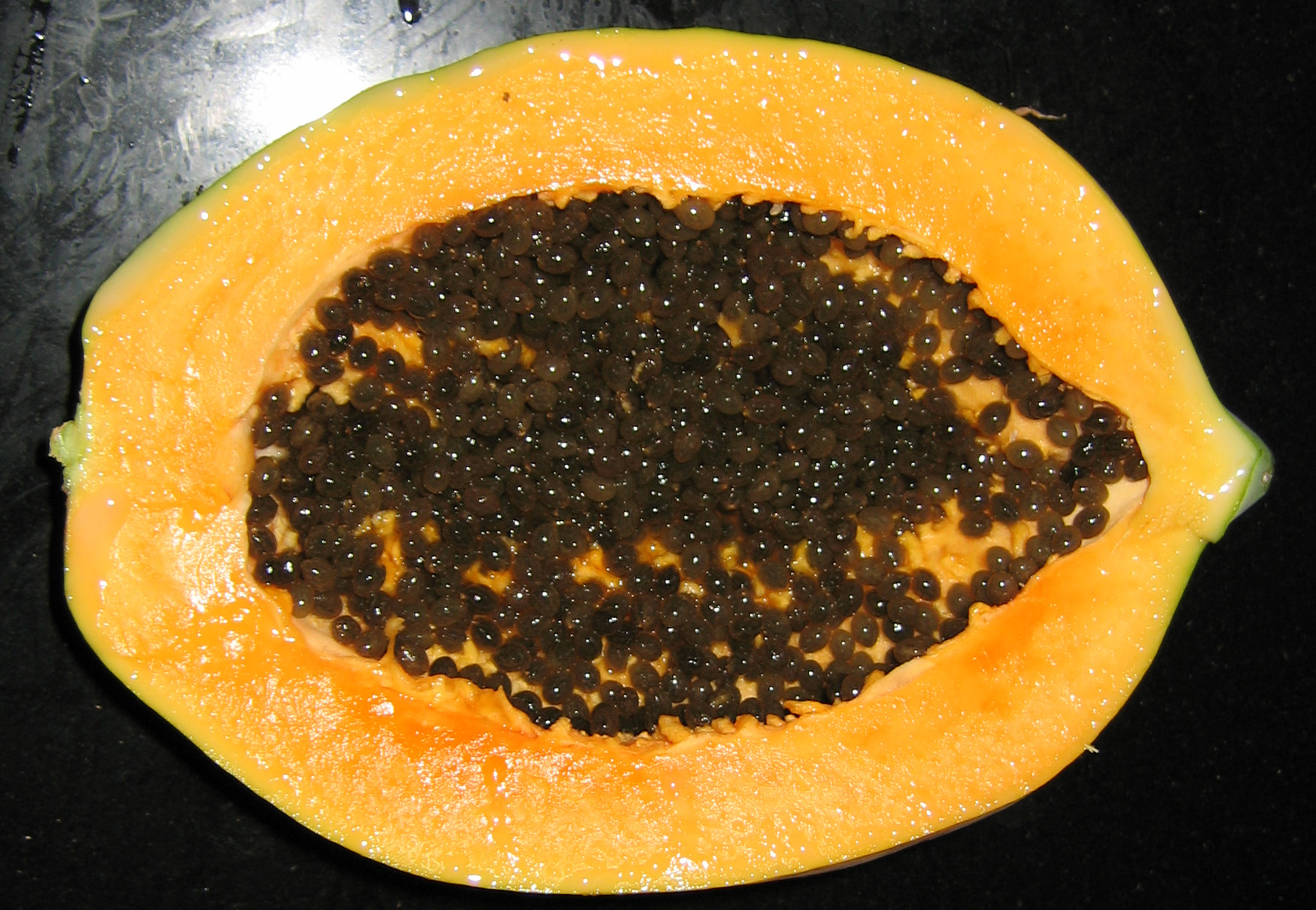
Rozkrojený plod papáji obecné
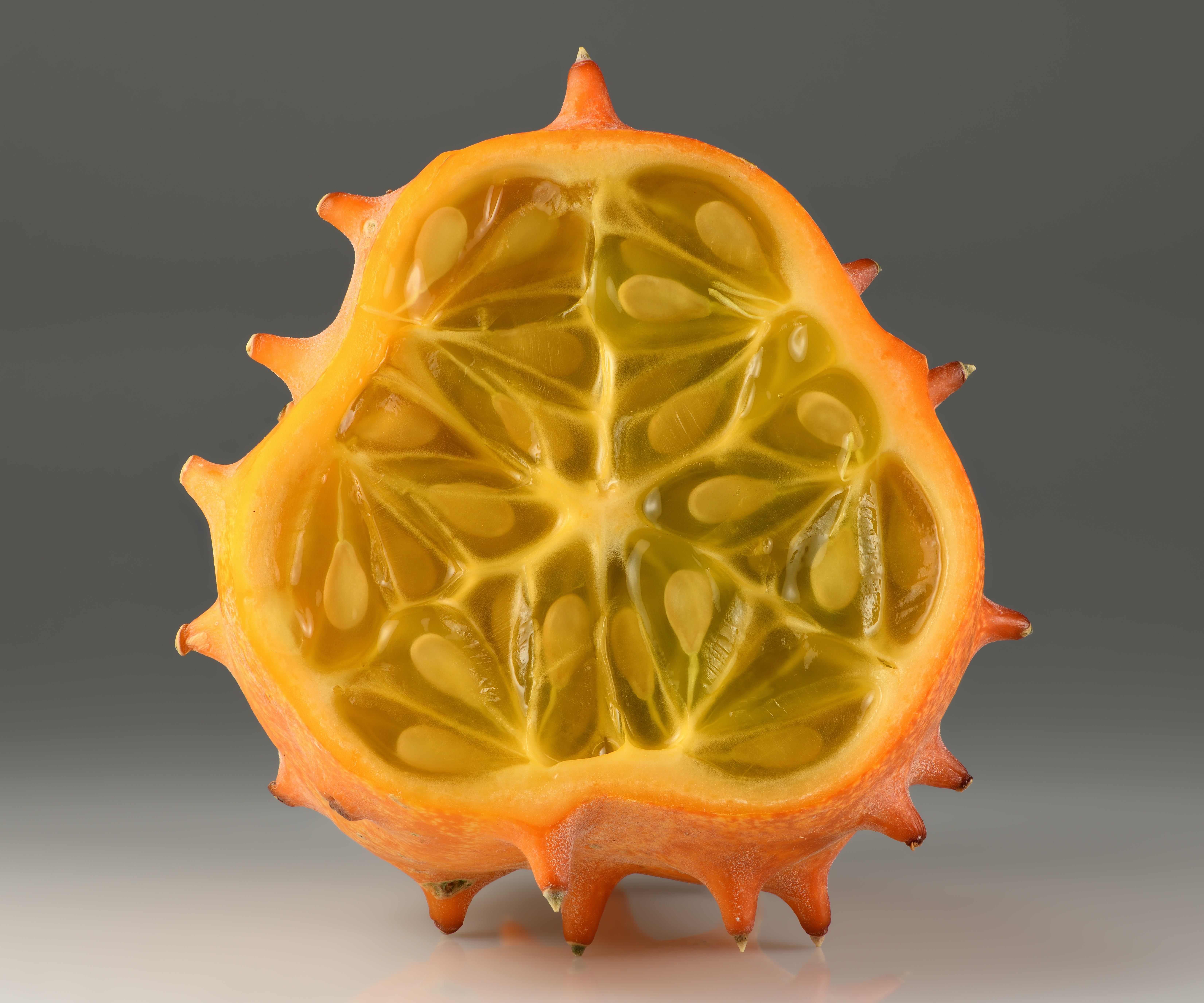
Řez plodem okurky kiwano se zřetelnou parietální placentací

### Dřevnatá bobule (amfisarka)
U některých dužnatých plodů není zdřevnatělá vnitřní vrstva oplodí, jak je tomu u peckovice, ale naopak vnější vrstva. Vzniká tak plod s tvrdou až dřevnatou slupkou, který uvnitř obsahuje jednu nebo více dužnatých vrstev se semeny. V širším smyslu je tento typ plodu řazen mezi bobule, někdy je však označován speciálním pojmem amfisarka (amphisarcum). V některých zdrojích se lze setkat s označením nepukavá tobolka, na rozdíl od tobolky jsou však semena uvnitř plodu uložena v dužnině. Amfisarka se může formovat ze svrchního i spodního semeníku. Klasickým příkladem tohoto typu plodu je lončatník guyanský (Couroupita guianensis) z čeledi hrnečníkovité, kujeta (Crescentia, trubačovité) nebo baobab (Adansonia, slézovité). Řadí se sem i plody kulčiby (Strychnos), kakaovníku (Theobroma), kapary (Capparis), některých vavřínovitých aj.

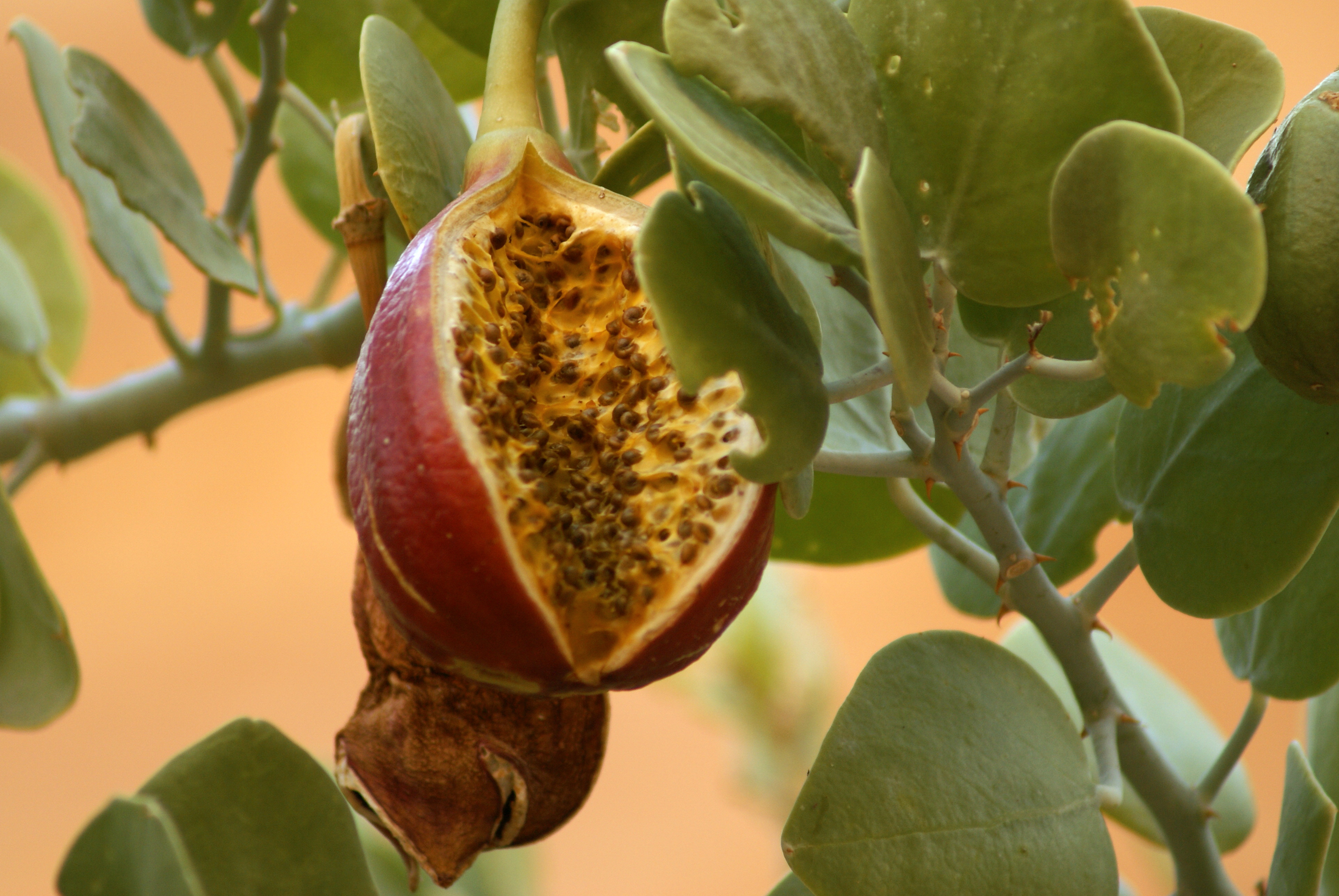
Puklý plod kapary Capparis cartilaginea
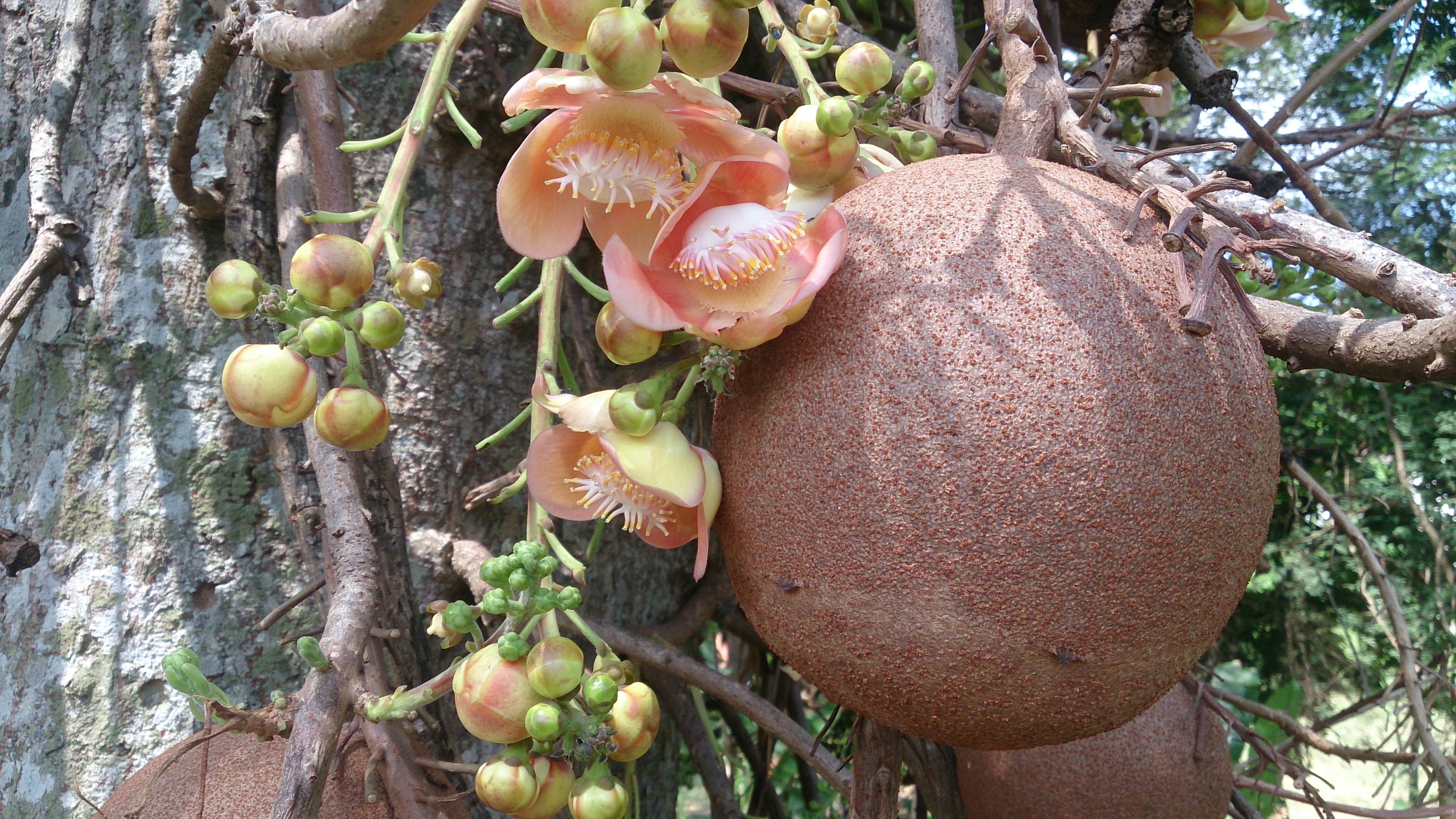
Lončatník guyanský s plody
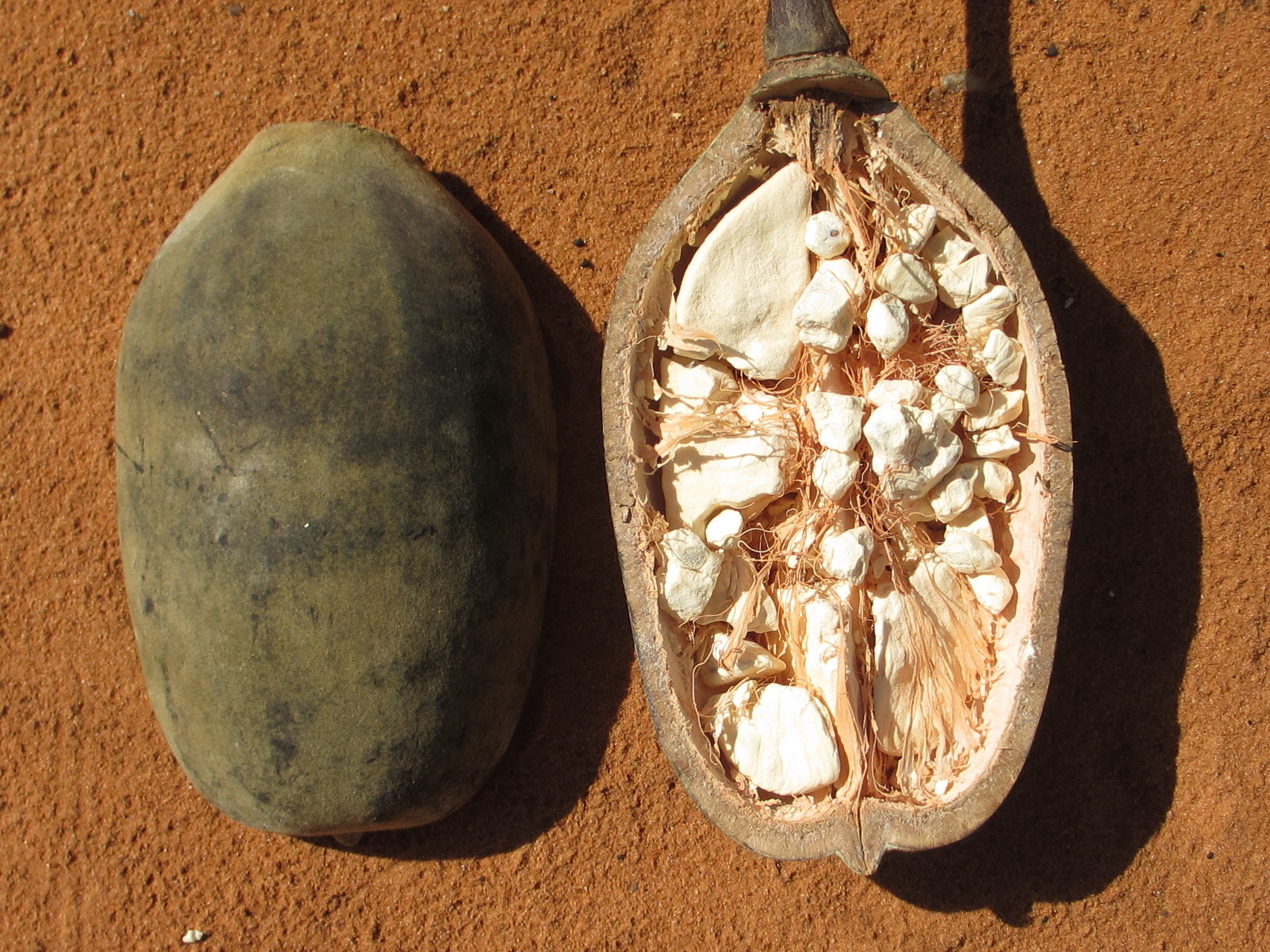
Vyschlý plod baobabu

### Hesperidium
Jako hesperidium se označuje plod citrusů. Jedná se v podstatě o bobuli zformovanou ze svrchního semeníku s axilární placentací, u níž je oplodí rozčleněno na vnější barevnou kožovitou vrstvu a vnitřní dužnatou bílou vrstvu. Dužnina obklopující semena je složena z váčků vyplněných šťávou. Tyto váčky se vytvářejí při vývoji plodu nafouknutím mnohobuněčných chlupů. Tento typ plodů se mimo rodu Citrus objevuje i u některých dalších příbuzných rodů z čeledi routovité, jako je např. kumkvát (Fortunella).

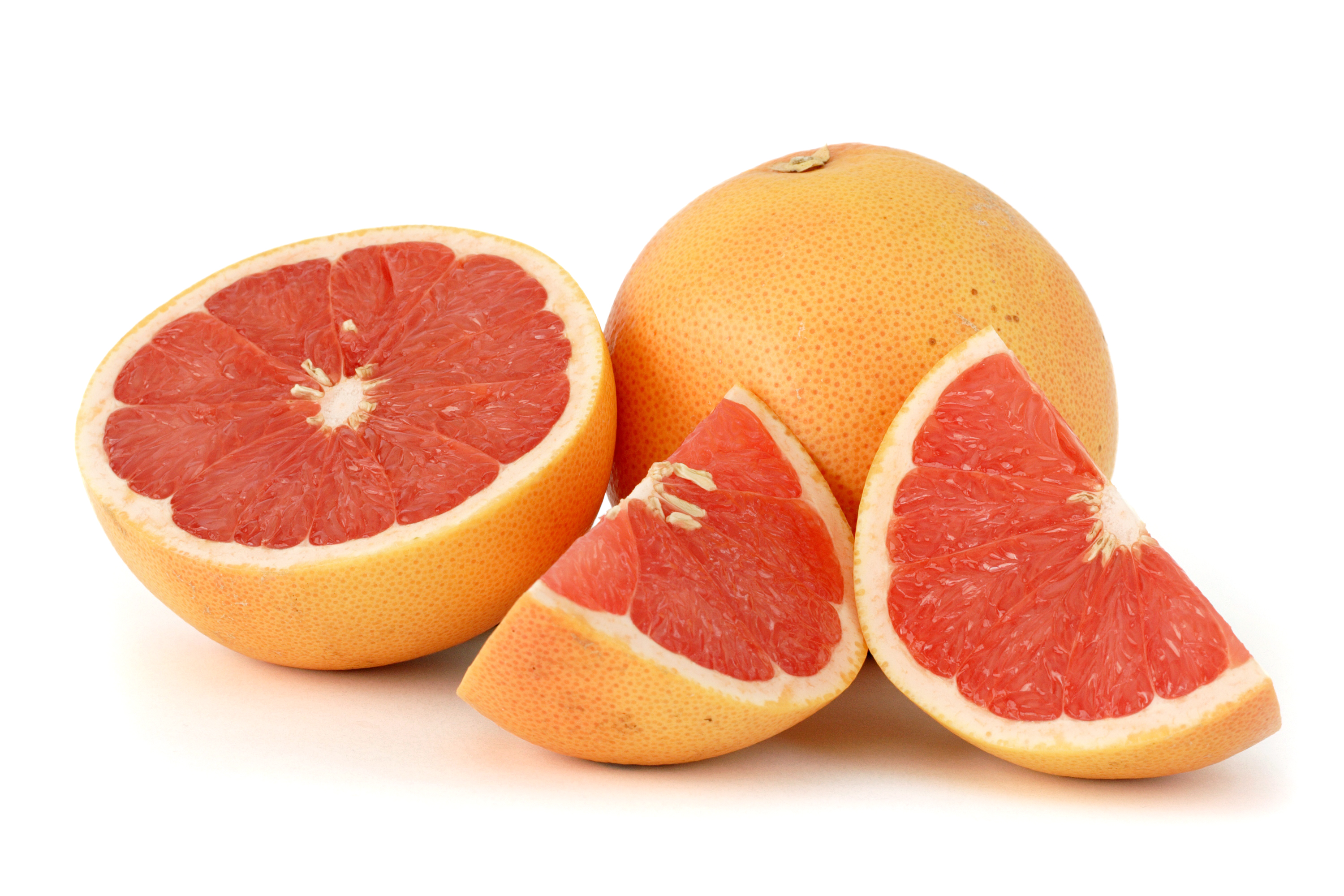
Grapefruit
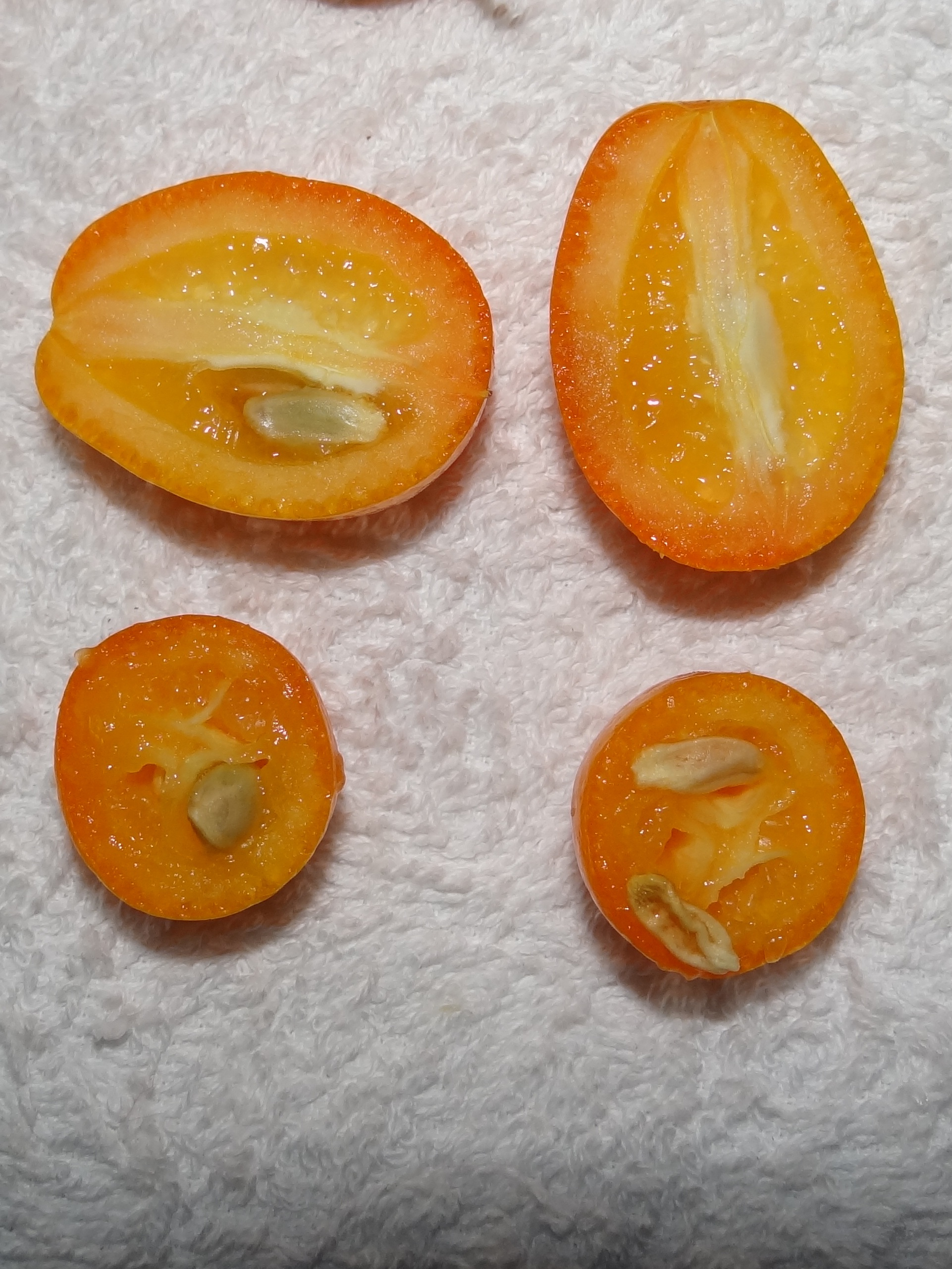
Rozřízlé plody kumkvátu

### Poltivá bobule
Jako poltivá bobule (baccarium) se označuje plod, vznikající z částečně nebo zcela srostlého (synkarpního) semeníku a za zralosti se rozpadající na jednotlivé bobulovité plůdky. Nachází se např. u některých druhů rodu líčidlo včetně líčidla jedlého (Phytolacca acinosa). Nověji jsou do této kategorie řazeny i plody lichořeřišnice (Tropaeolum) a ocasnatce (Saururus).

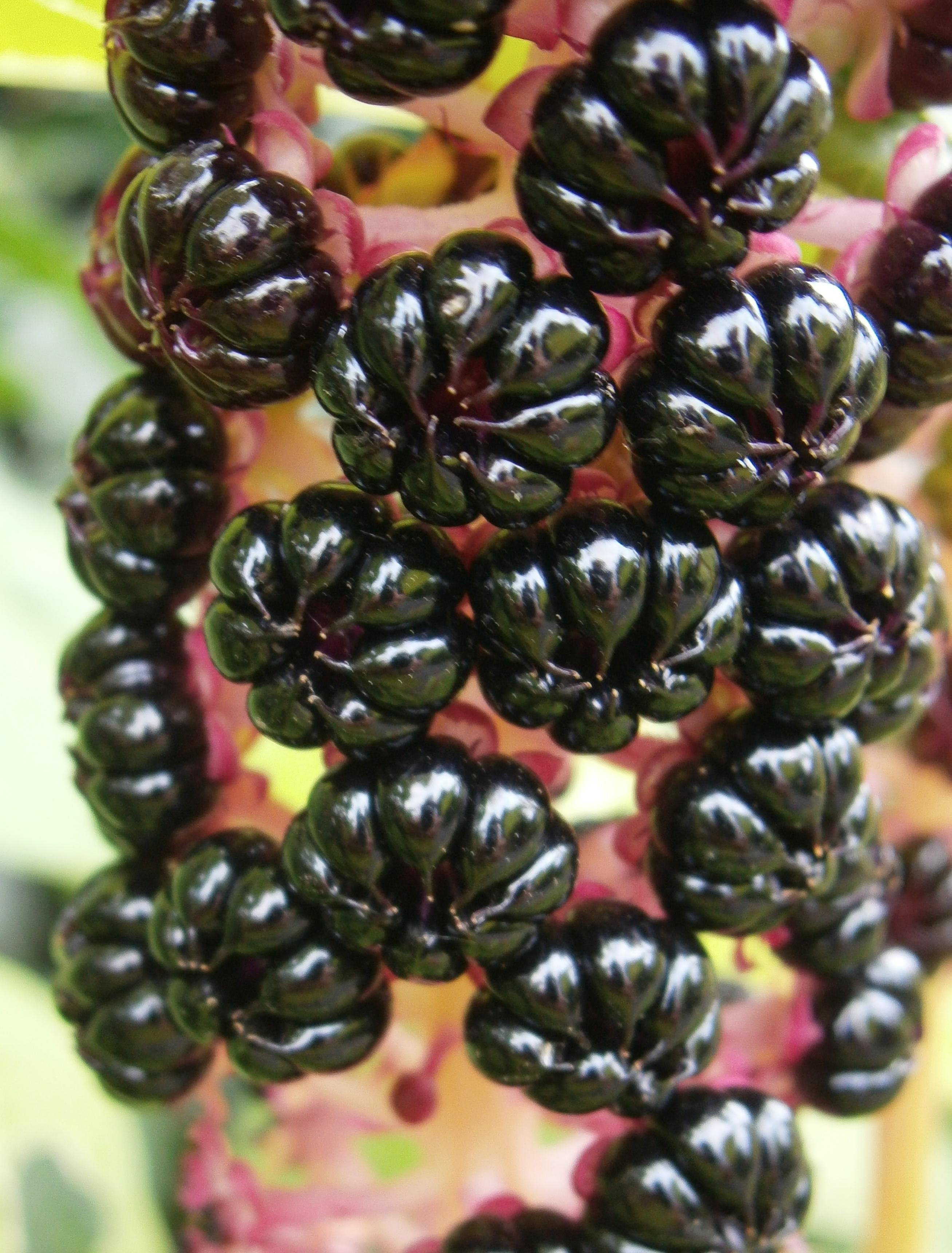
Rozpadavé plody líčidla jedlého (Phytolacca acinosa)
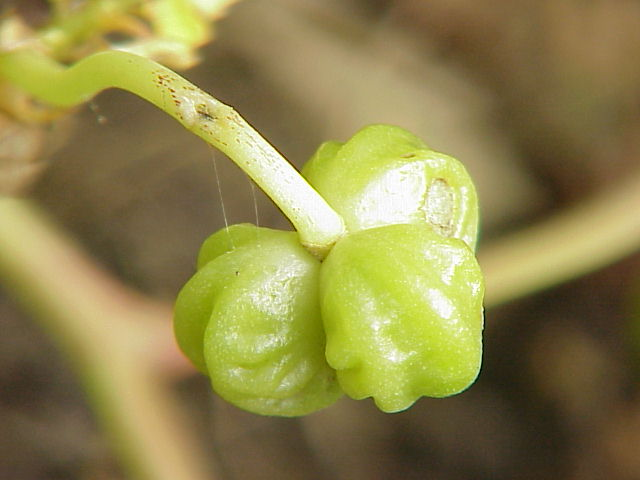
Rozpadavý plod lichořeřišnice menší

### Pukavá bobule

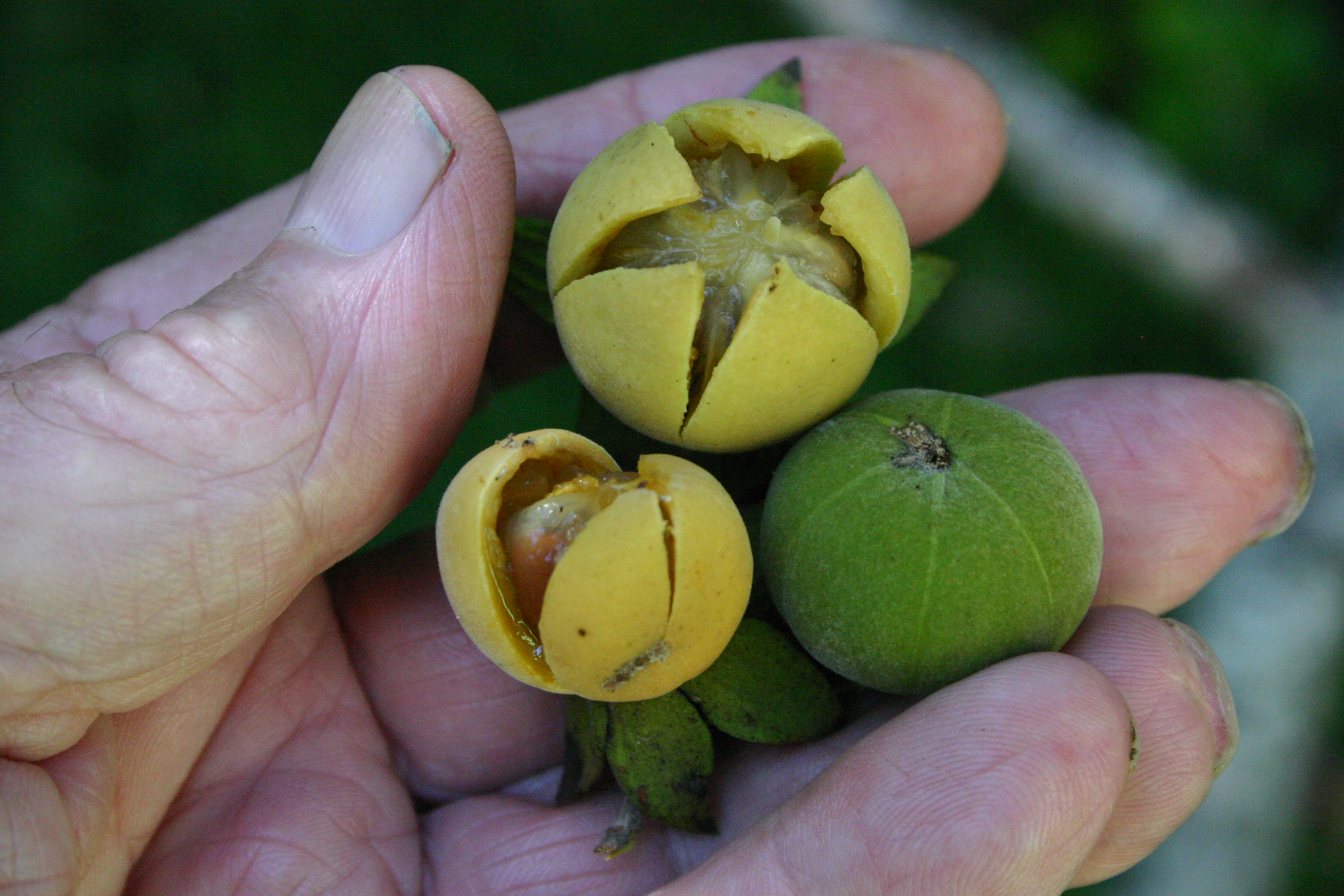
Bobule jihoafrického tomelu Diospyros dichrophylla s pukavým oplodím

U některých rostlin, jako je například jihoafrický tomel Diospyros dichrophylla, oplodí bobule za zralosti puká a plod tohoto typu se označuje jako pukavá bobule. 
Plody jihočínského ptačího zobu Ligustrum sempervirens jsou zprvu dužnaté bobule, které přes zimu vysychají a na jaře pukají podobně jako tobolky a vystřelují semena do okolí. Rovněž bobule dřevin rodu okrovák (Ternstroemia) z čeledi Pentaphylacaceae za zralosti nepravidelně pukají.

### Dvojbobule
Dvojbobule (bibacca) je typ plodenství vzniklý srůstem semeníků dvou samostatných květů. Plody mohou být buď zcela srostlé do jediného kulovitého útvaru se dvěma bubáčky, jako je tomu u zimolezu horského nebo u rodu mičela (Mitchella) z čeledi mořenovité, nebo jsou srostlé jen částečně, jak je tomu u mnohých druhů zimolezu včetně zimolezu obecného a zimolezu černého. Dvojbobule se objevuje také u australského rodu Didymanthus z čeledi laskavcovité.

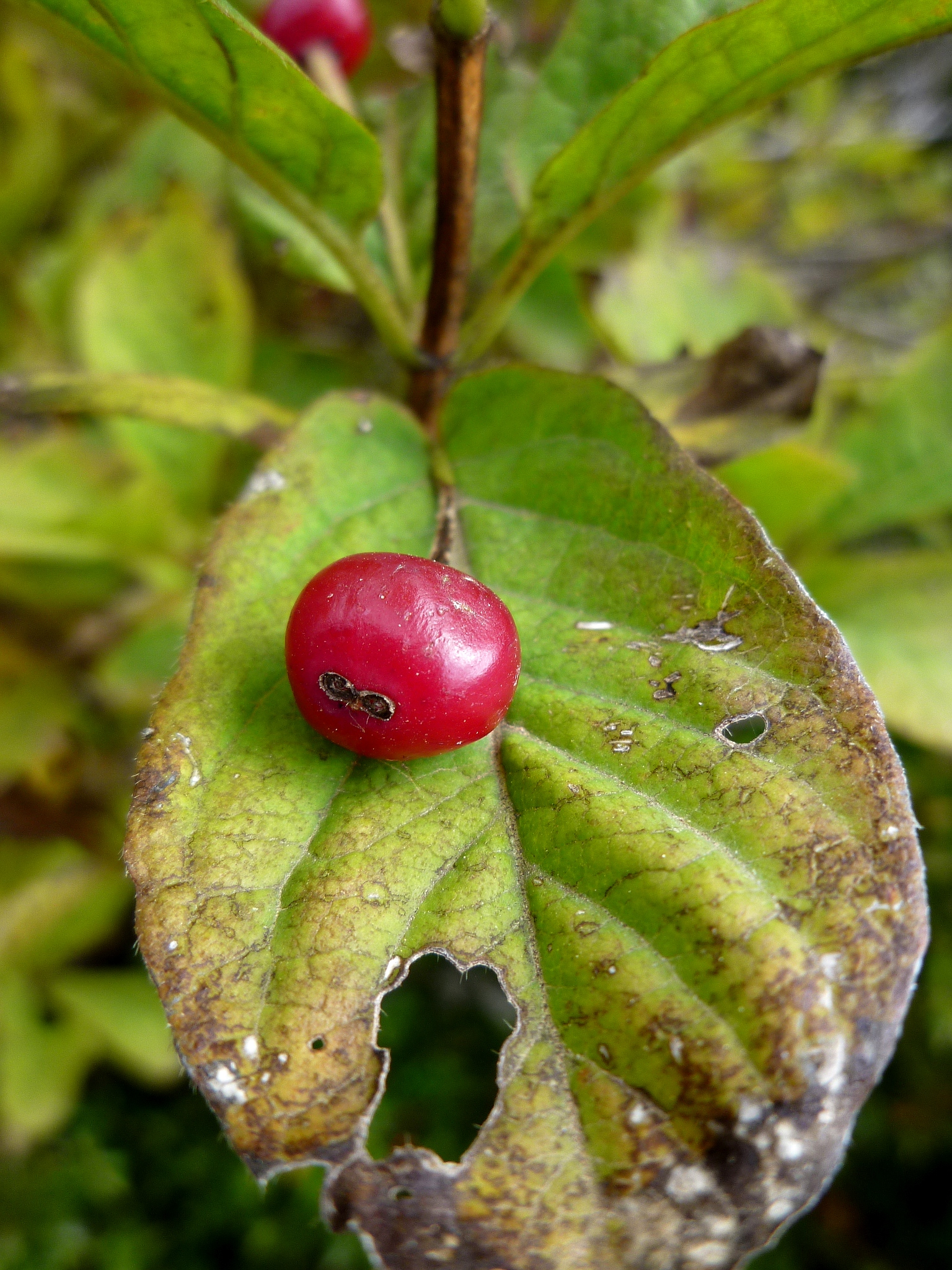
Dvojbobule zimolezu horského
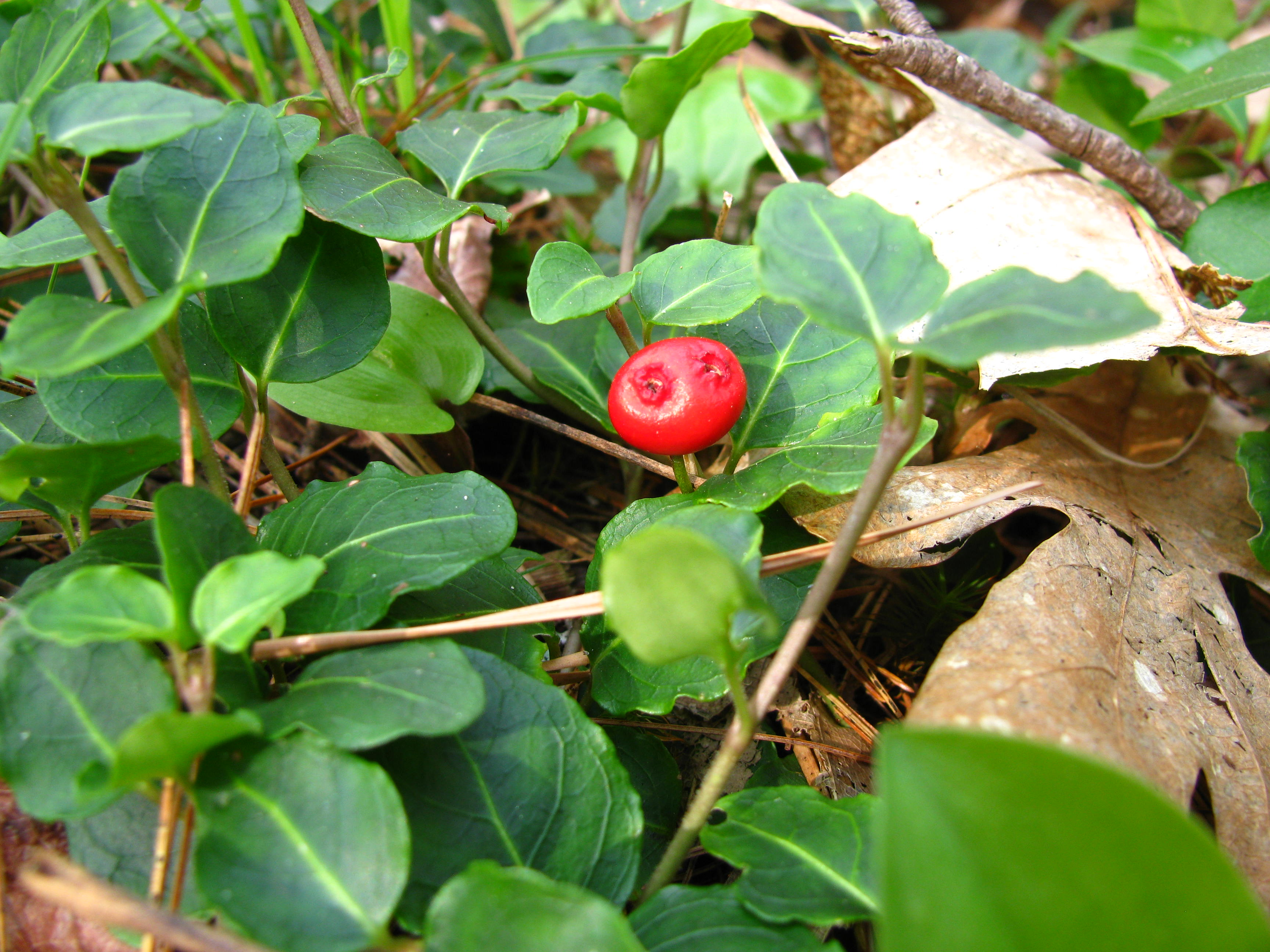
Dvojbobule mičely plazivé
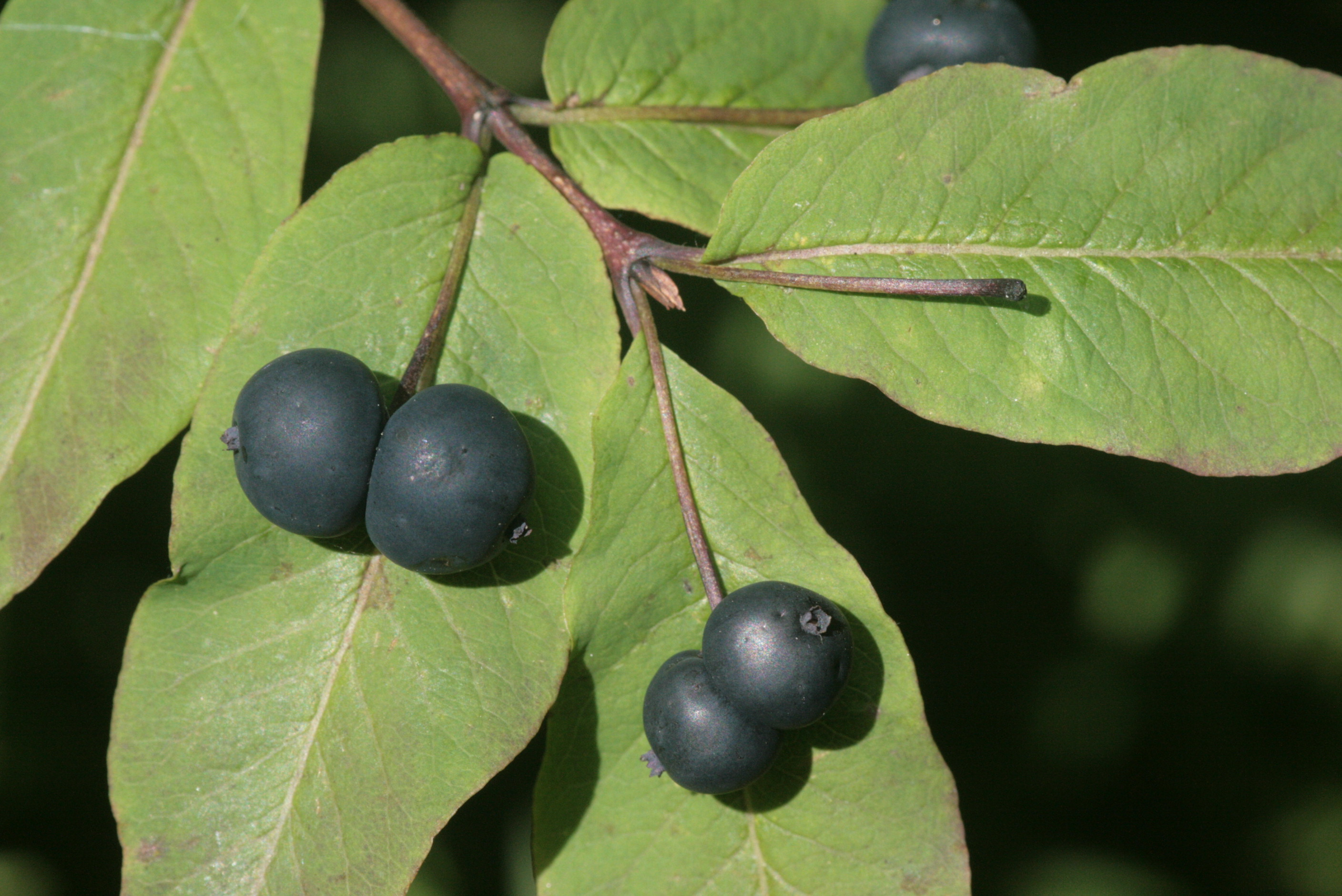
Dvojbobule zimolezu černého

### Souplodí bobulí

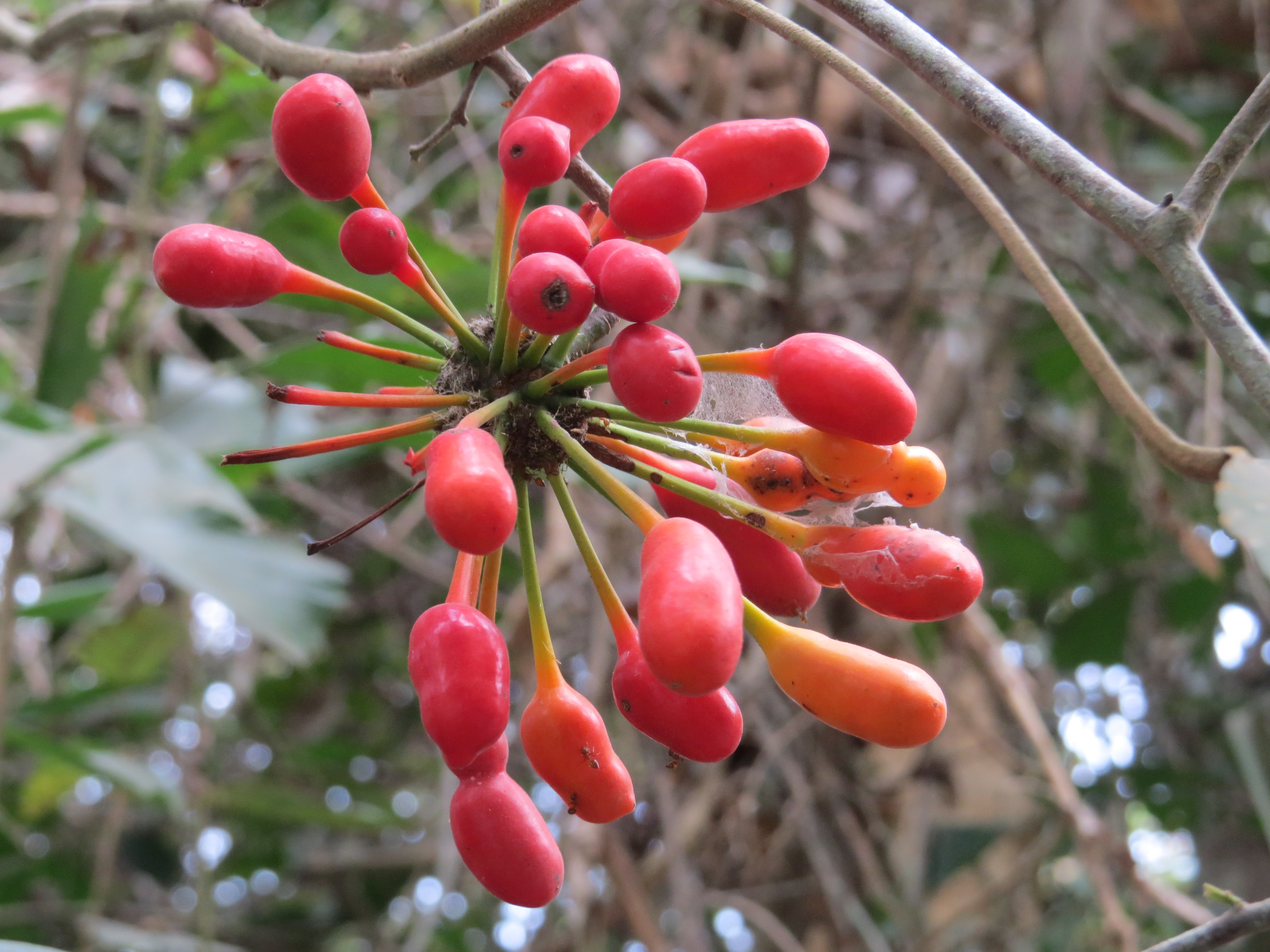
Souplodí Uvaria narum z čeledi láhevníkovité

Z apokarpního gynecea se tvoří souplodí bobulí (baccetum), což je složený dužnatý plod vznikající ze souboru samostatných pestíků. Tento typ plodu se vyskytuje zejména u vývojově starších nižších dvouděložných rostlin, jako jsou někteří zástupci čeledi láhevníkovité (např. muďoul), kadsura z čeledi klanopraškovité nebo rozpylec (Drimys) z čeledi winterovité. U vyšších dvouděložných se objevuje řidčeji, např. u vodilky kanadské z čeledi pryskyřníkovité.
Jednotlivé plůdky mohou být volné, spojené pouze stopkami, nebo do různé míry druhotně srůstat. Pestrou škálu různých variant těchto souplodí lze nalézt u láhevníkovitých. V kompaktní souplodí srůstají například plody láhevníků (Annona) nebo monodory (Monodora).

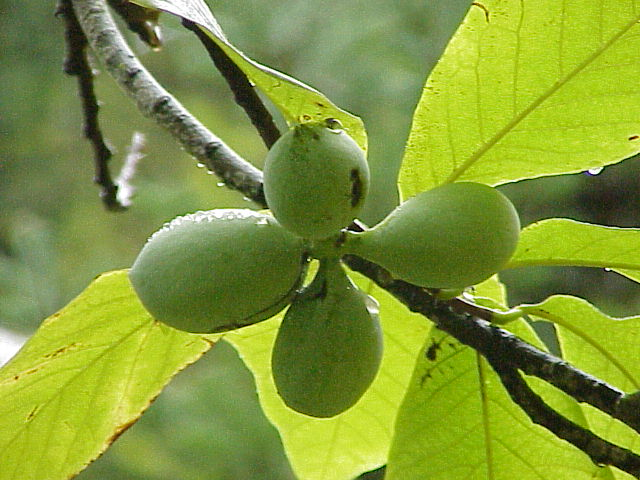
Souplodí bobulí muďoulu trojlaločného (Asimina triloba)
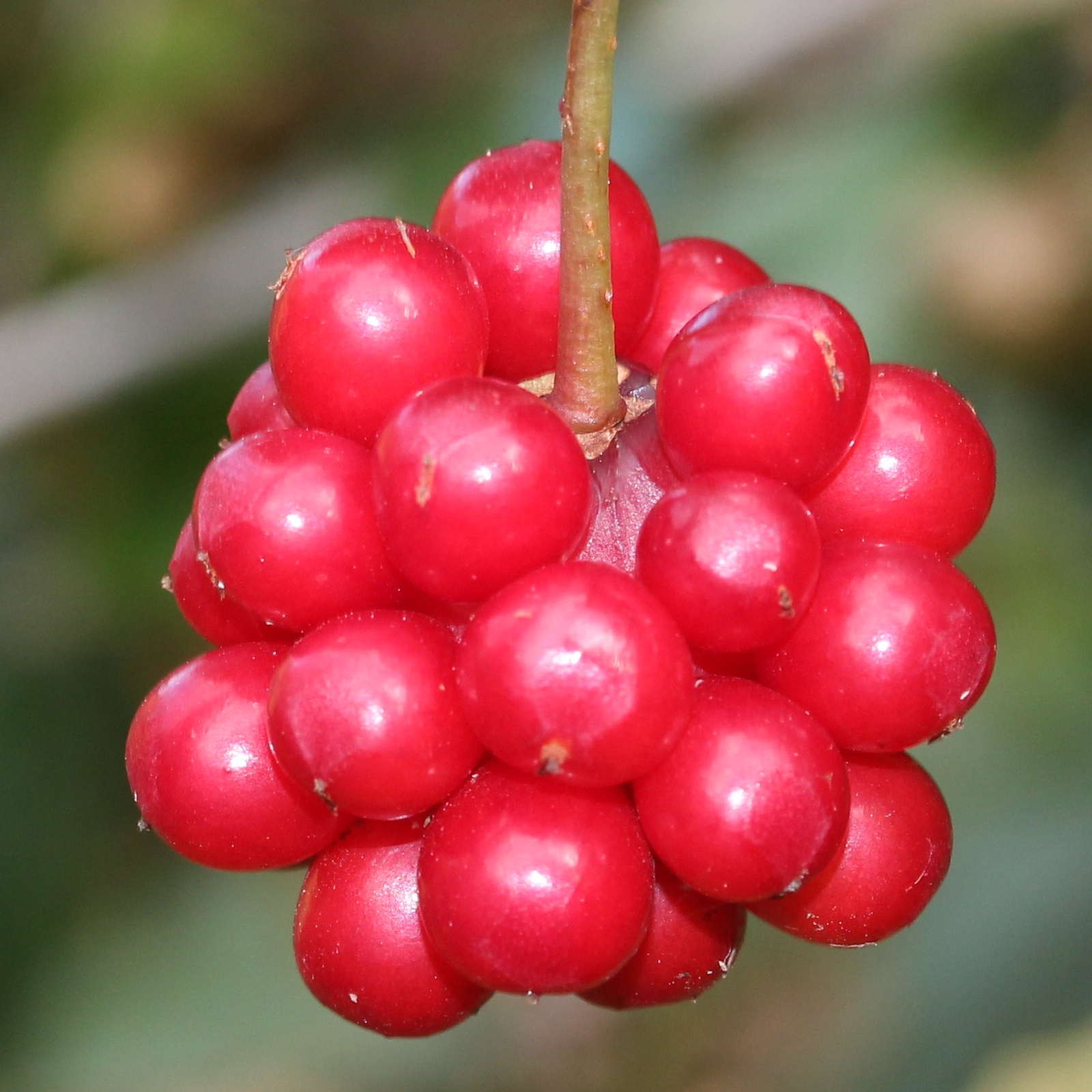
Souplodí bobulí kadsury japonské (Kadsura japonica)
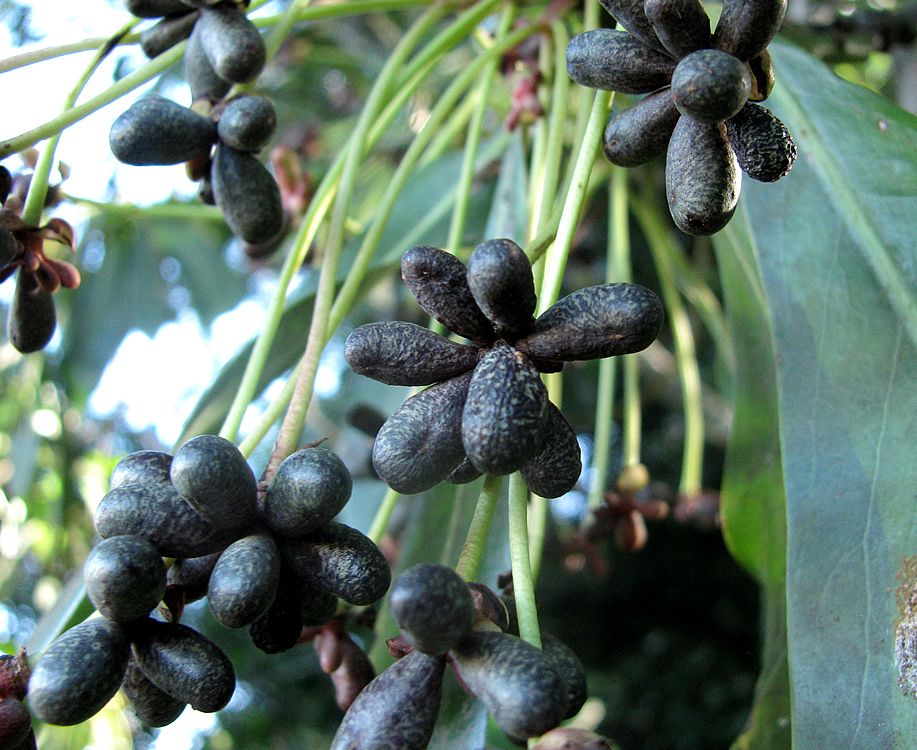
Souplodí bobulí rozpylce lékařského (Drimys winteri)

### Nepravé bobule

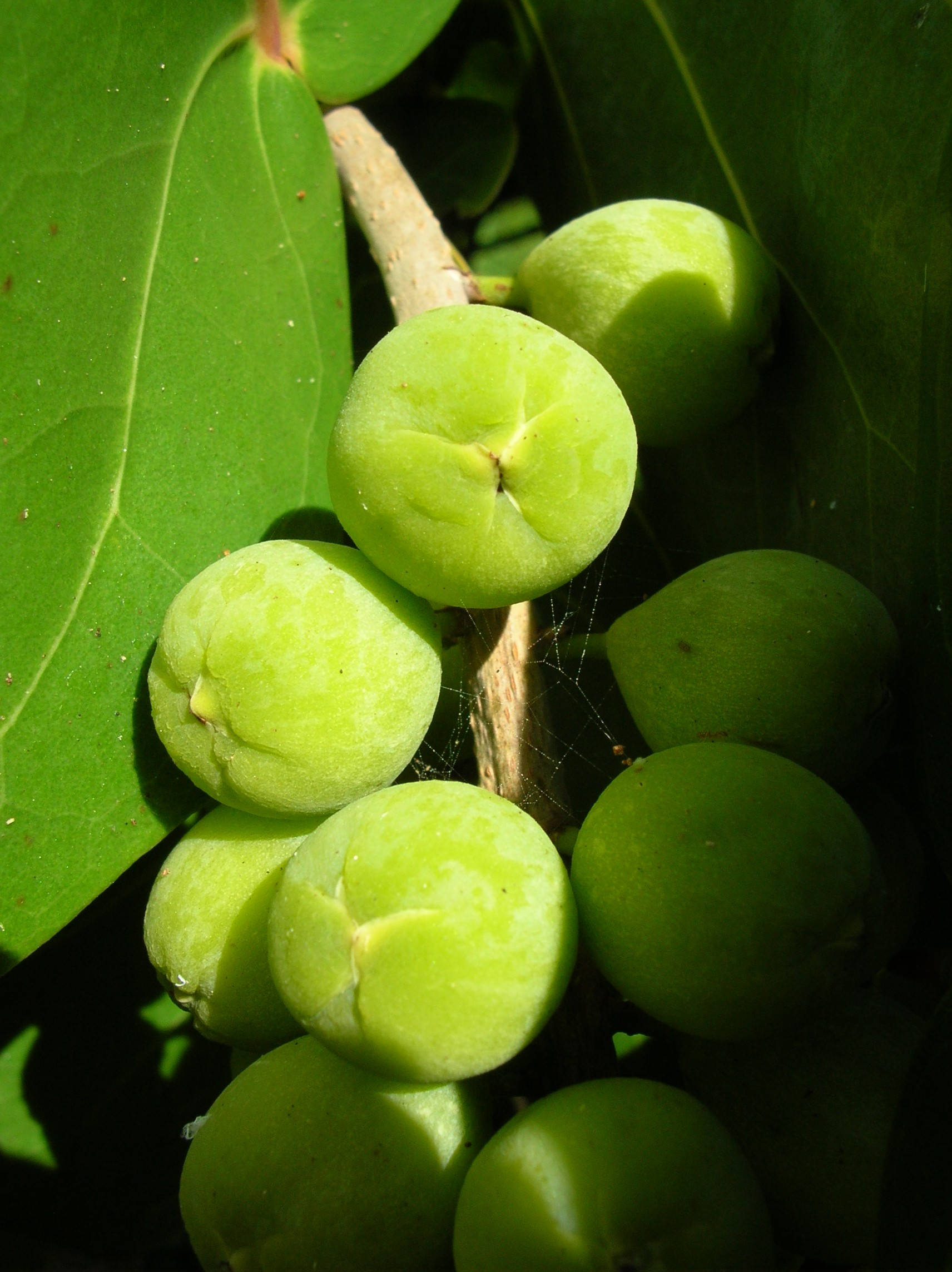
Nepravé bobule hroznatce obecného (Coccoloba uvifera) se zřetelným zdužnatělým okvětím

Na vývoji bobulí vznikajících ze spodního semeníku se v některých případech podílí  nejen češule, ale i dužnatějící okvětí. Tvoří se tak nepravá bobule (acrosarcum). Mezi tyto plody náležejí např. bobule jmelí, hroznatce z čeledi rdesnovité nebo paořechovce z čeledi vavřínovité. Specifický typ nepravé bobule je charakteristický pro kaktusy. U některých kaktusů, například u opuncie, je původ vnější vrstvy plodu patrný i z přítomnosti areol s chomáčky drobných trnů na jeho povrchu. Od malvice se  nepravá bobule mj. liší nediferencovaným endokarpem. Vnější vrstva oplodí se formuje z květního lůžka a bazálních částí květních obalů, vnitřní ze stěny semeníku. Obě vrstvy v průběhu ontogeneze srůstají a splývají a v plodu je není možno na základě anatomie rozlišit. Morfologická terminologie však není v této oblasti dosud sjednocená a v některých zdrojích se jako nepravé bobule označují všechny bobule vznikající ze spodního semeníku. Specifickým typem nepravé bobule je také plod marhaníku.

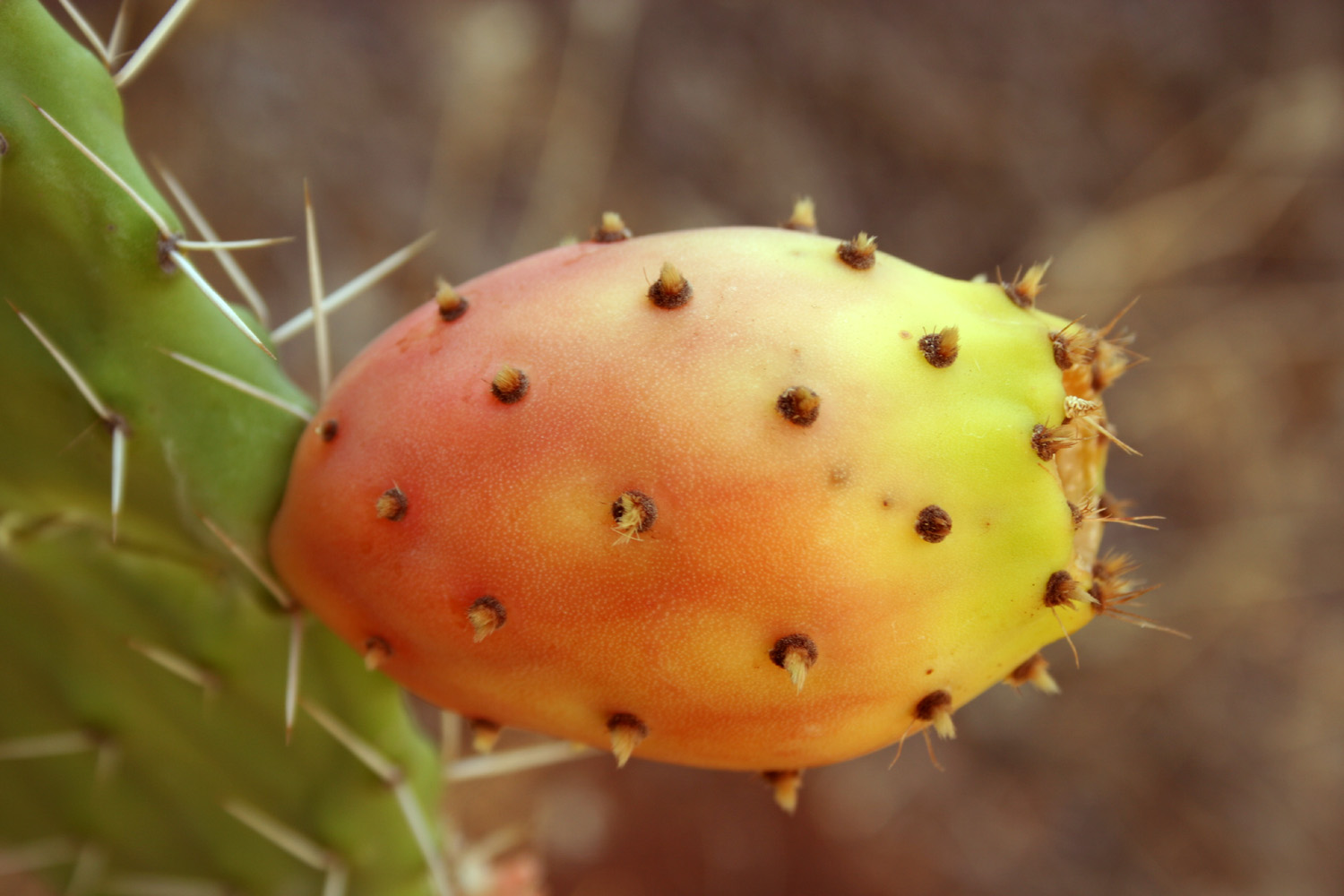
Nepravá bobule opuncie mexické (Opuntia ficus-indica)
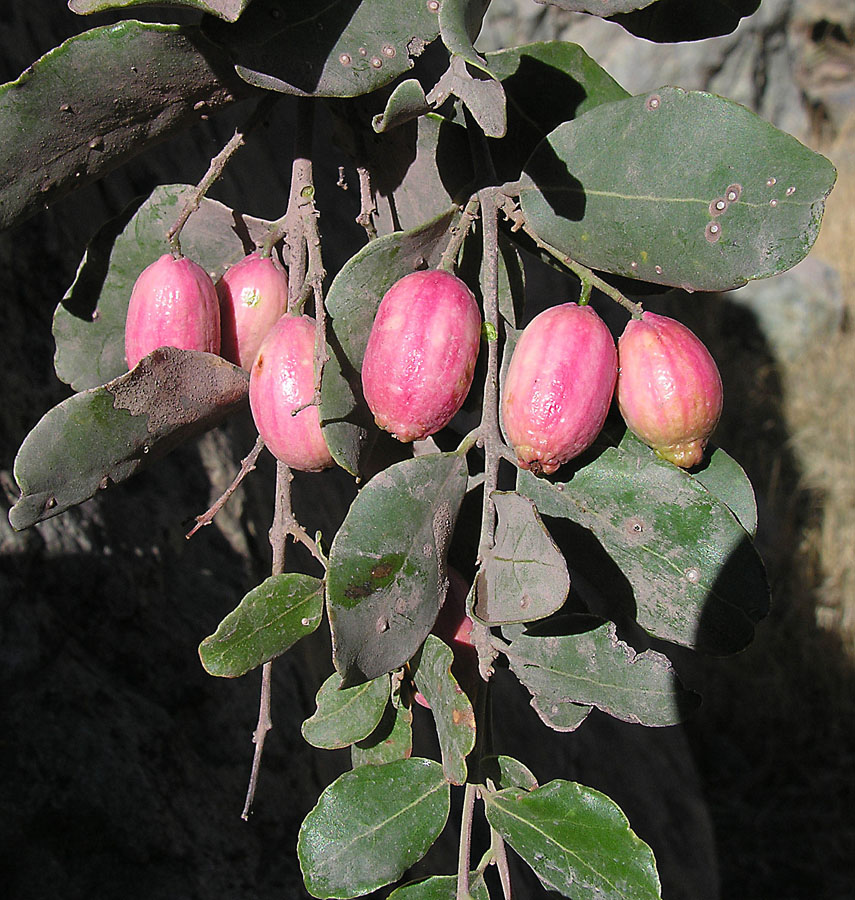
Nepravé bobule paořechovce Cryptocarya alba
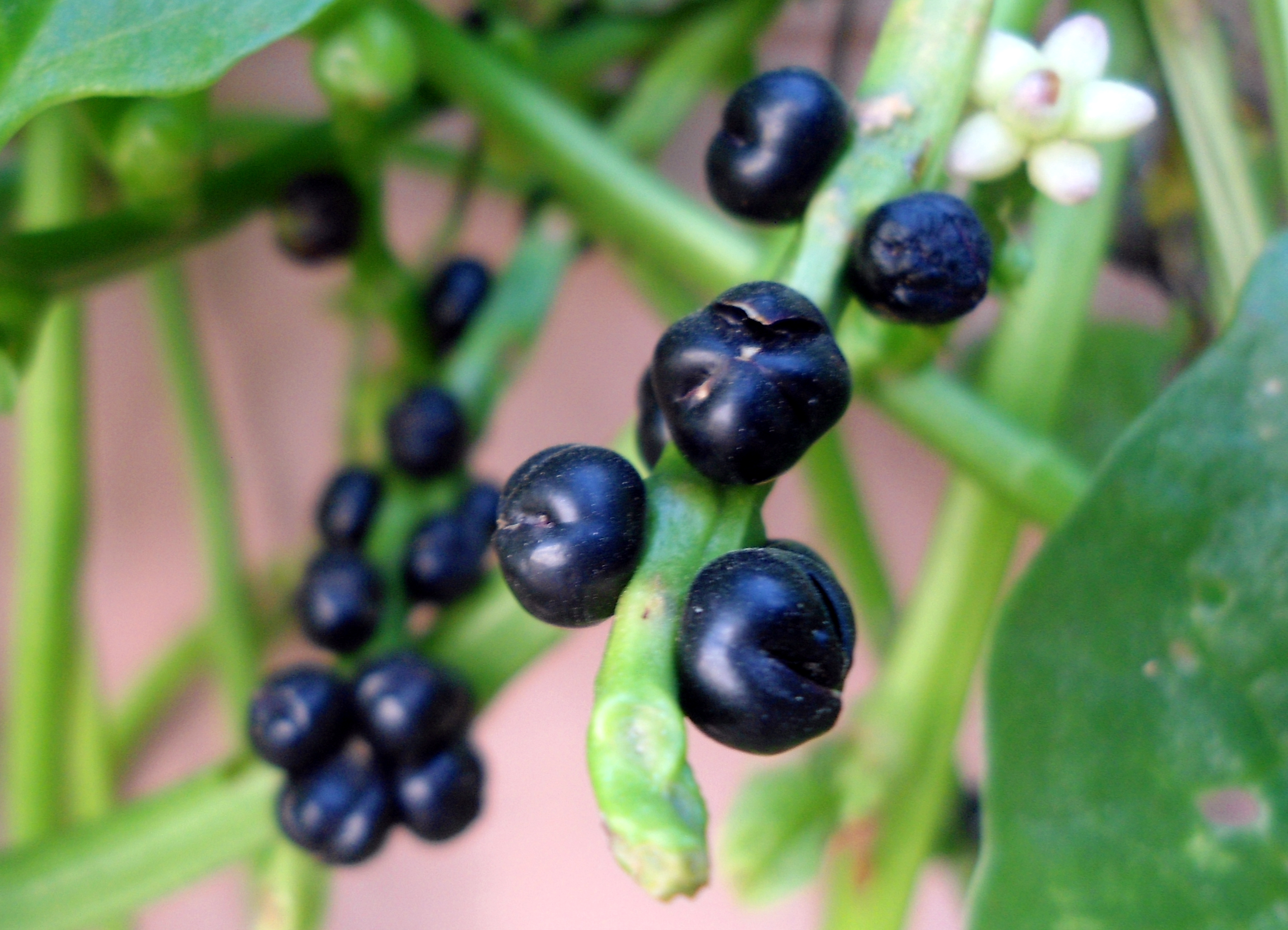
Nepravé bobule bazely bílé (Basella alba)

#### Granátové jablko (balausta)
Pojmem balausta (balaustium) se označují plody marhaníku. Je to speciální typ nepravé bobule se specifickou vnitřní stavbou, vznikající z květu se spodním semeníkem. Kožovitá vnější vrstva oplodí (exokarp) je tvořena češulí, vnitřní bílá houbovitá vrstva představuje endokarp. Červená dužnina obklopující každé semeno (sarkotesta) vzniká zdužnatěním vnější vrstvy osemení. Na vrcholu plodu se nachází vytrvalý kalich.

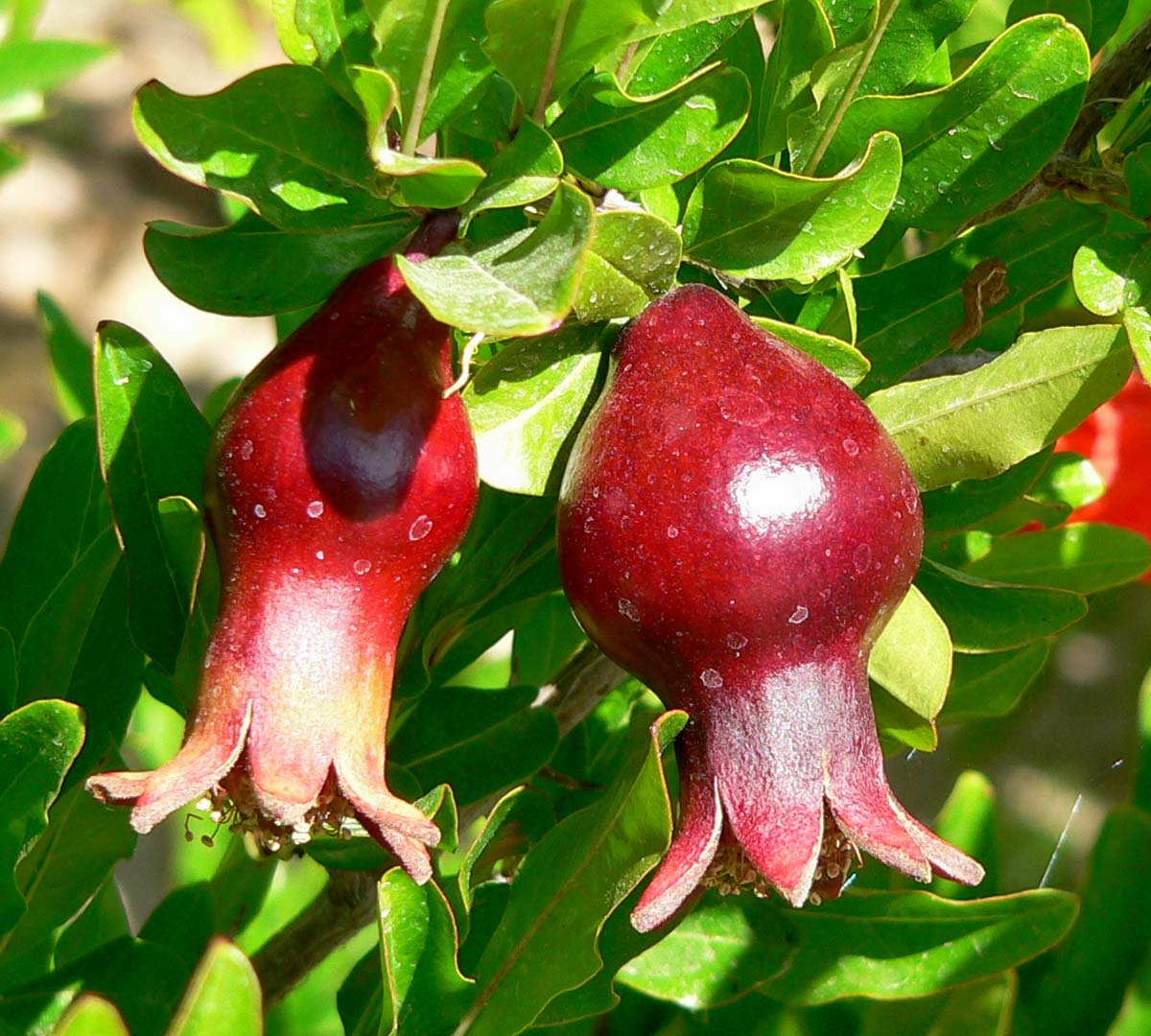
Mladé plody marhaníku
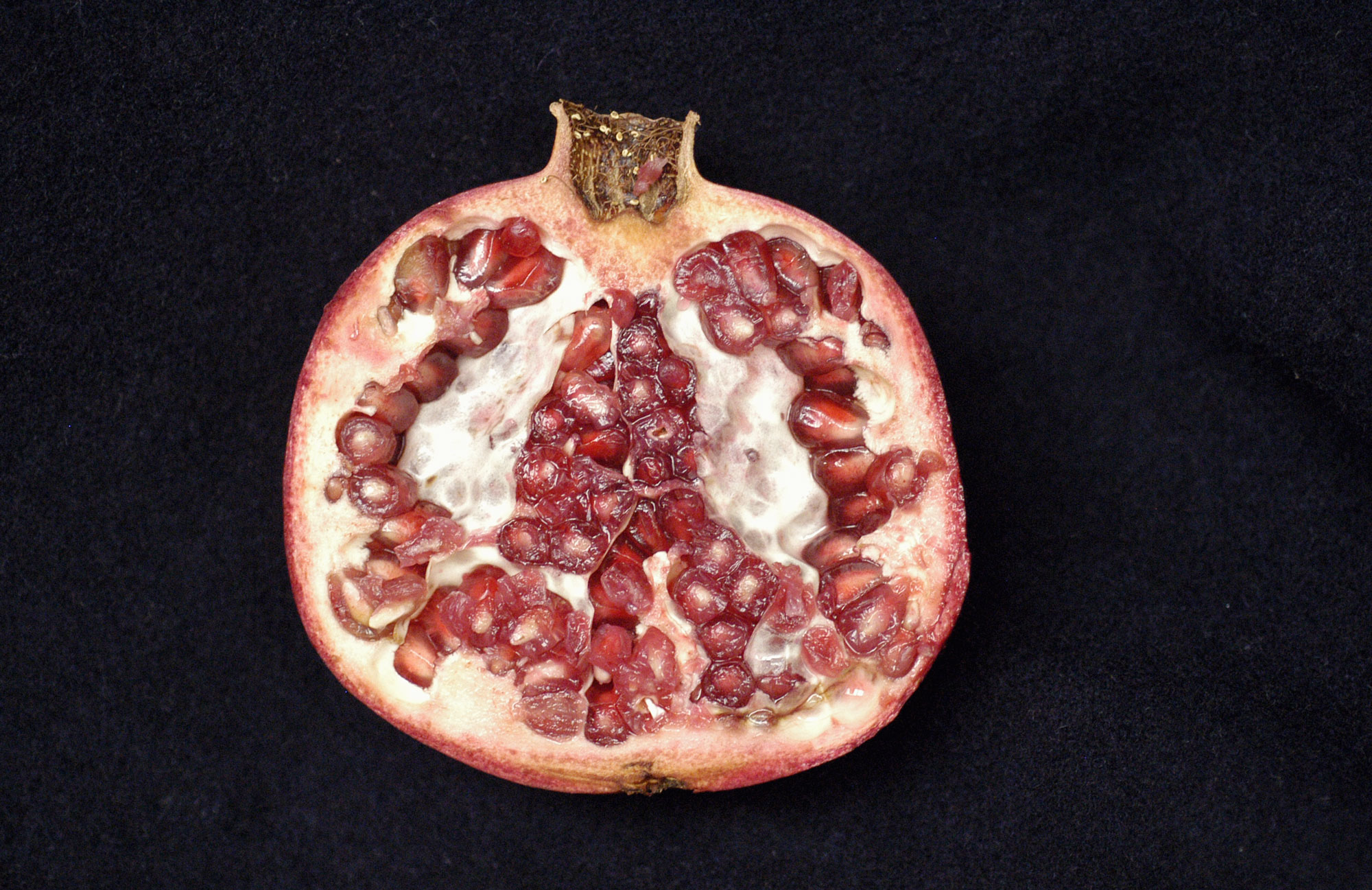
Rozpůlený plod marhaníku

### Plody připomínající bobuli

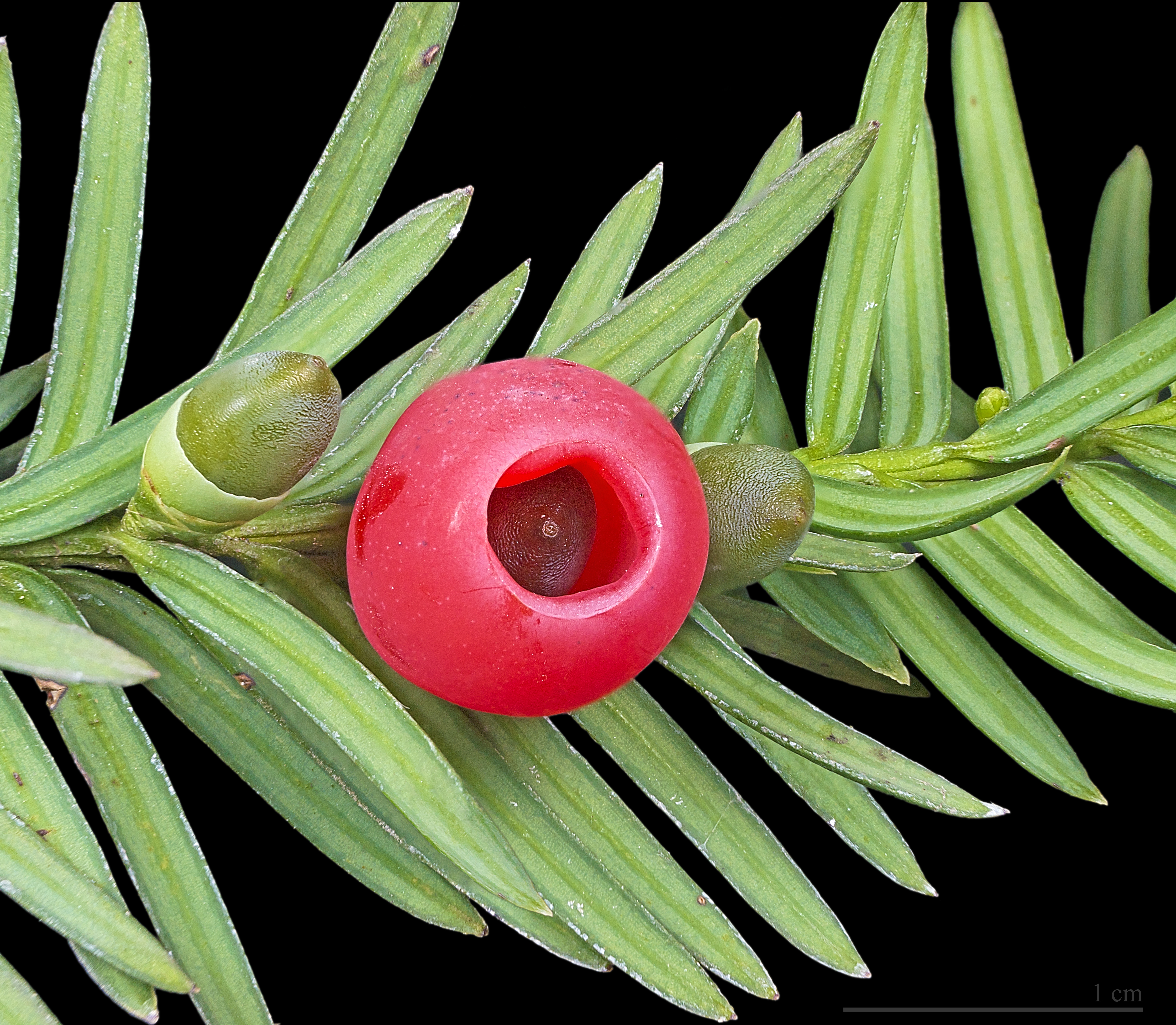
Semeno tisu červeného s dužnatým míškem

S bobulí lze zaměnit jiné dužnaté plody, v první řadě peckovice, malvice a některé typy zdužnatělých plodenství. Bobuli mohou připomínat i semena tisu obalená dužnatým míškem, nebo zdužnatělé šištice (galbuly) jalovce.

#### Peckovice a malvice
Peckovice má na rozdíl od bobule diferencovaný endokarp v podobě tvrdé pecky, u některých zástupců s drobnými vícesemennými peckovicemi, jako má např. pámelník, bez či krásnoplodka, však rozdíl nemusí být na první pohled patrný.
U některých skupin rostlin (například palmy nebo rod hruškovec) existuje mezi bobulí a peckovicí plynulý přechod a plody některých jejich zástupců proto nelze ani do jedné z těchto kategorií jednoznačně zařadit. To se týká například i plodů datlovníku, které jsou v některých zdrojích uváděny jako bobule a v jiných jako peckovice. Rovněž drobné malvice některých růžovitých (jeřáb, temnoplodec, hloh, muchovník aj.) jsou někdy na základě vnější podobnosti zaměňovány na bobule, s nimiž však nemají mnoho společného. Od bobule je lze odlišit podle přítomnosti jádřince, který představuje diferencovaný endokarp.

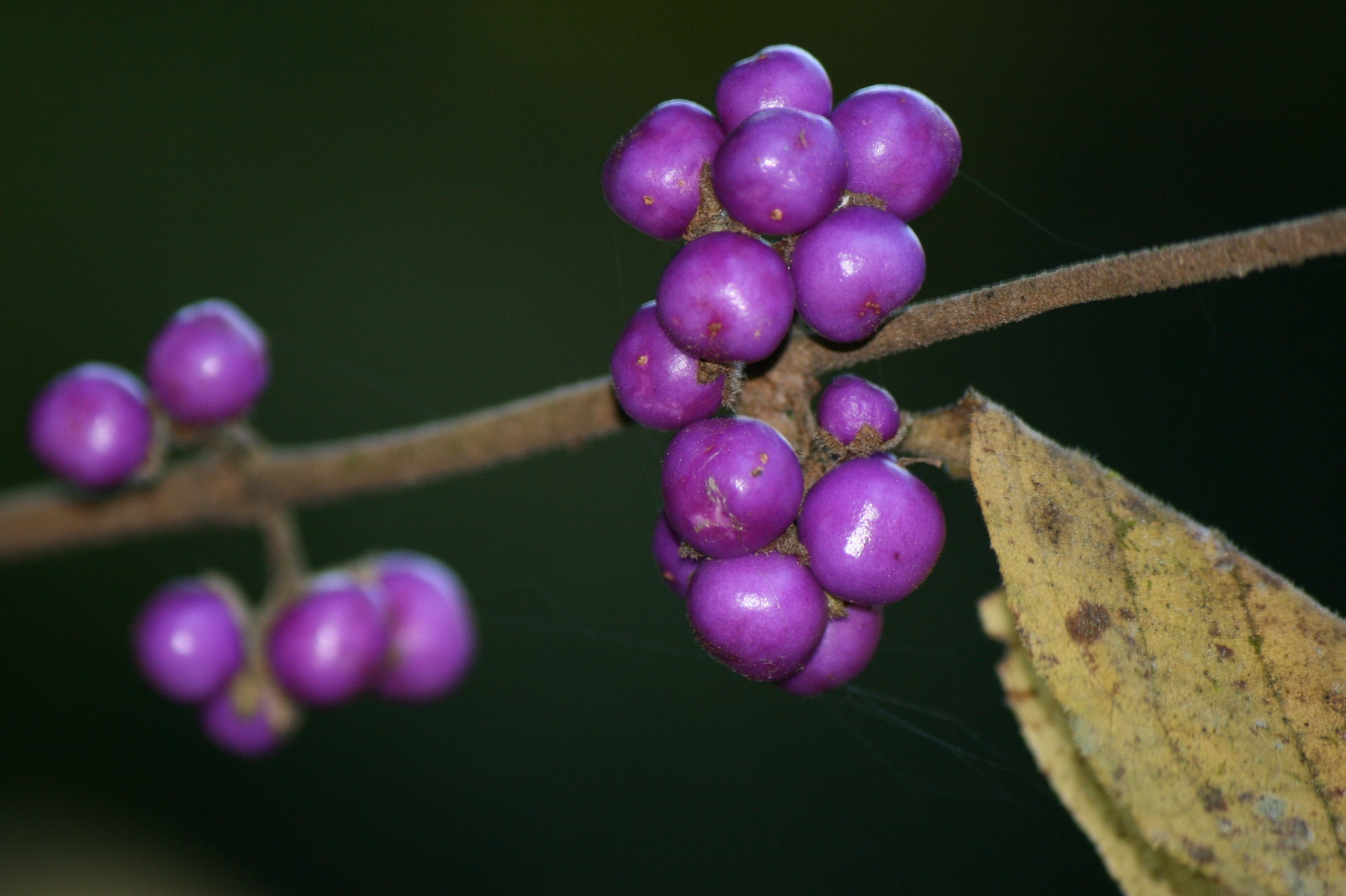
Peckovice krásnoplodky měkké
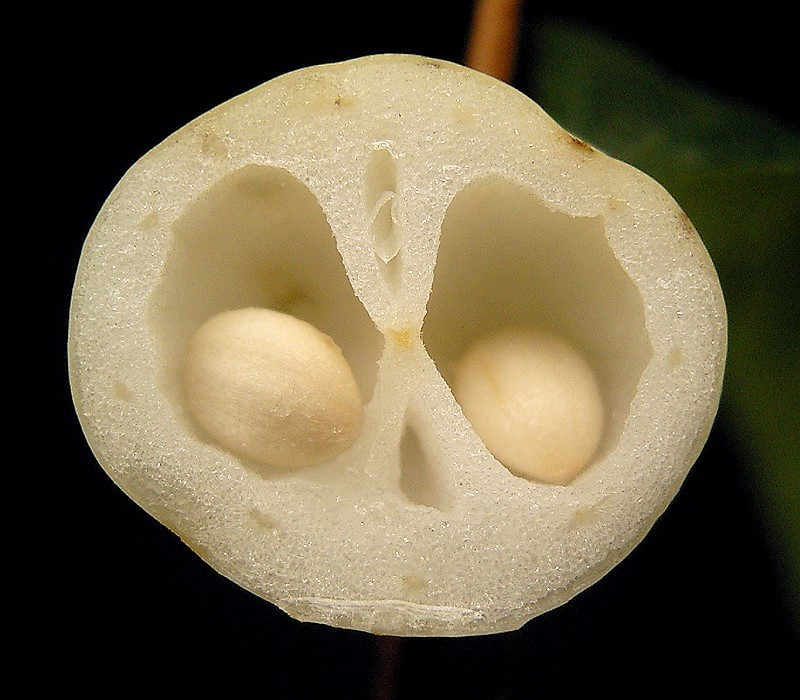
Řez peckovicí pámelníku bílého
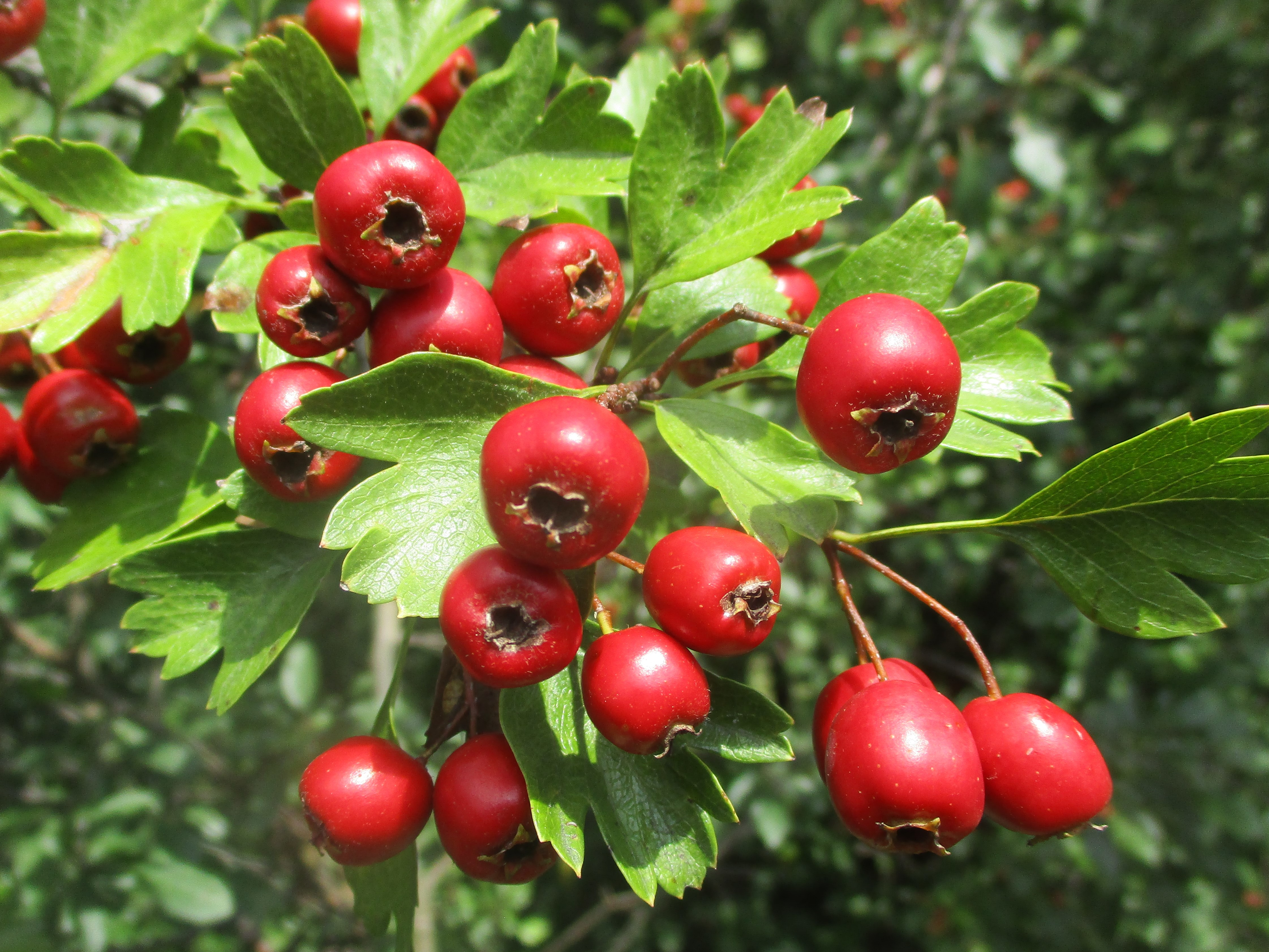
Malvice hlohu jednosemenného

#### Dužnatá plodenství
U některých rostlin dochází v průběhu vývoje plodů k dužnatění a částečnému nebo úplnému srůstu vyvíjejících se plodů a jejich stopek v rámci celého květenství. Takto vzniká například plodenství ananasu, plody různých morušovníkovitých včetně maklury, morušovníku či chlebovníku, pandánů či morindy. Ačkoliv jsou tato plodenství dužnatá, nemají s bobulí nic společného a z morfologického hlediska o plodenství nažek, u nichž zdužnatěly a navzájem srostly celé květy i se stopkami.

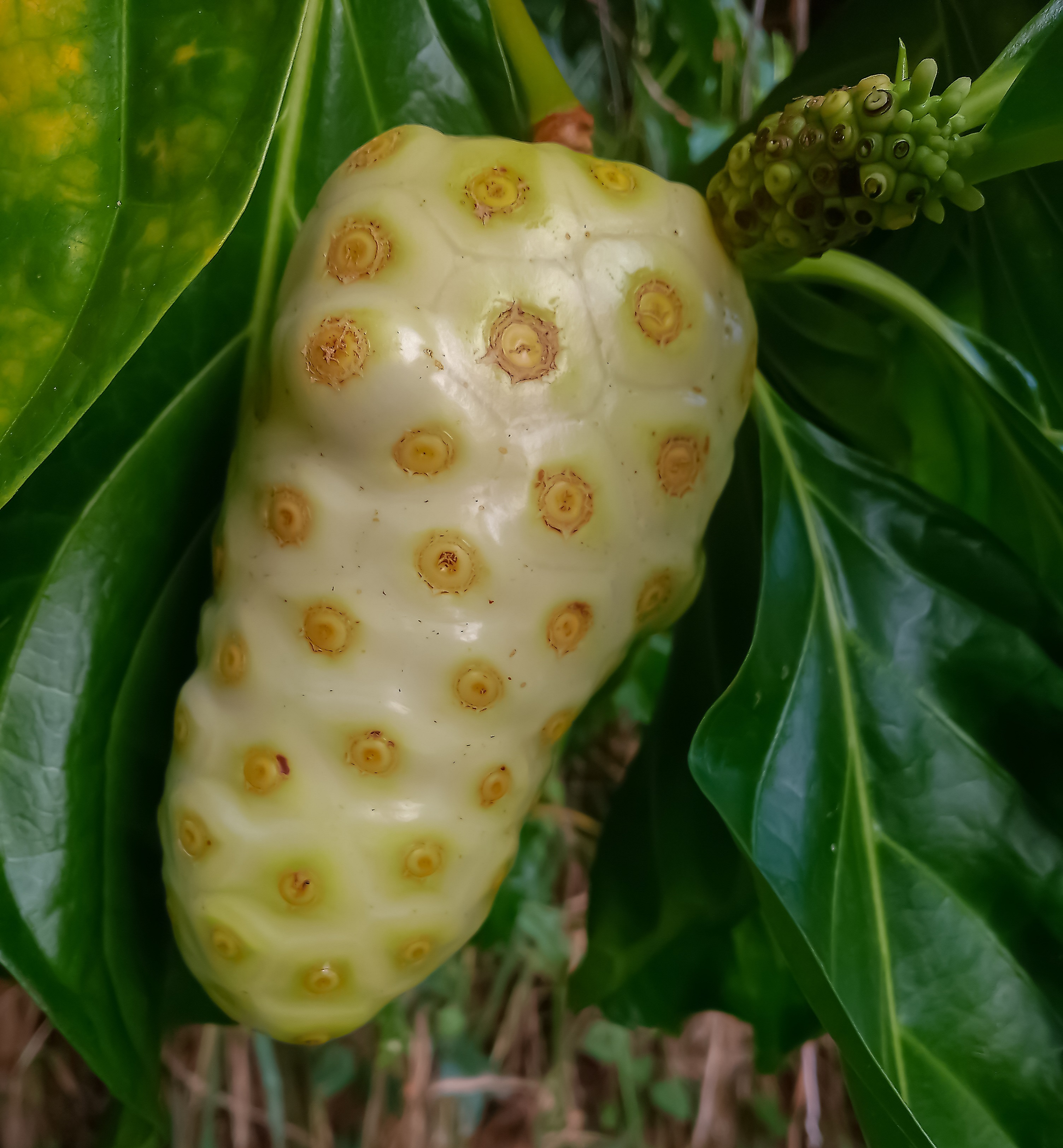
Plodenství morindy barvířské (Morinda citrifolia)
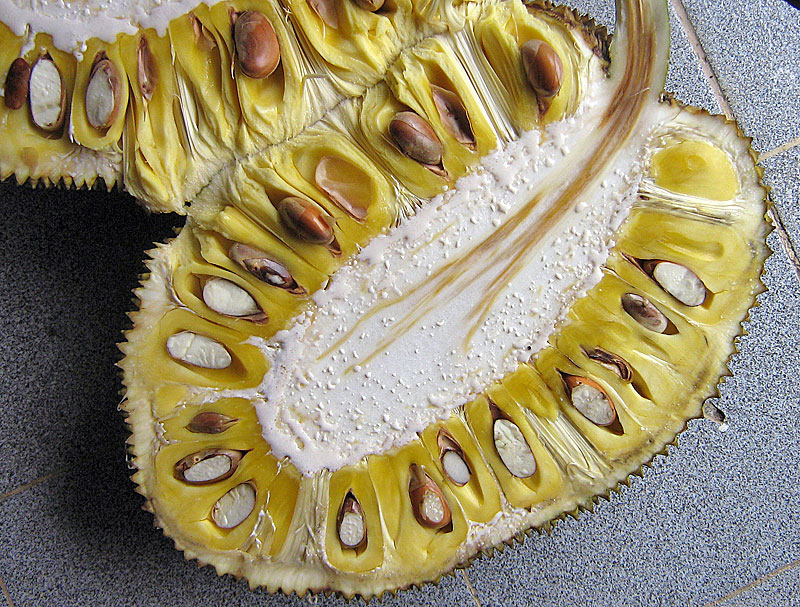
Řez plodenstvím chlebovníku různolistého (Artocarpus heterophyllus)
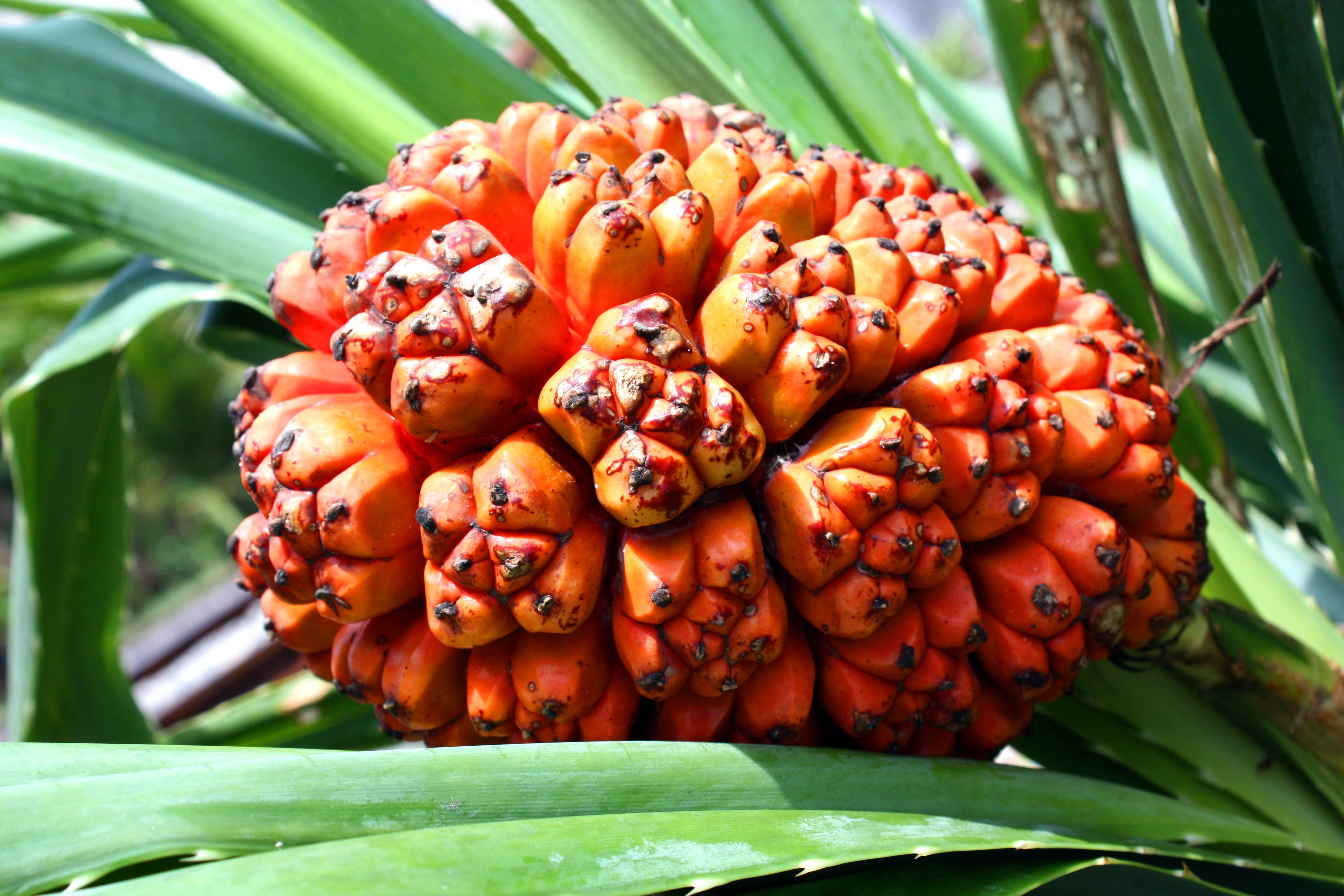
Plodenství pandánu

## Bobuloviny
Pojem bobule či bobuloviny se zejména v zahradnictví a ovocnářství často používá obecně k označení drobných dužnatých plodů bez ohledu na to, zda se jedná o bobuli, peckovici či jiný typ plodu, souplodí či plodenství. Například maliny či ostružiny jsou souplodí peckoviček, jahoda je souplodí nažek na zbytnělém květním lůžku, moruše je plodenství nažek obklopených zdužnatělým okvětím, šípek je souplodí nažek obalené zdužnatělou malvicí. Někdy se mezi bobulovinami uvádějí i drobné malvice aronie či jeřábu oskeruše.

## Ekologie a význam
Většina drobných bobulí představuje adaptaci rostlin na šíření semen ptáky. Ptáci vyhledávají plody kvůli dužnině a konzumují je, přičemž semena buď procházejí jejich zažívacím traktem bez újmy, nebo jsou po konzumaci dužniny vyvržena. Semena se tak dostávají na nová místa vzdálená od mateřské rostliny, kde mohou za příznivých podmínek vyklíčit. Na tomto pro obě strany výhodném vztahu se přiživují také jiné druhy ptáků a dalších živočichů, kteří se na šíření semen nepodílejí nebo je přímo vyhledávají jako potravu.
Z kulturních plodin a ovoce náleží mezi bobule avokádo, banán, hroznové víno, kiwi, papája, kaki, rajče, lilek, meloun, dýně, karambola, liči, citrusy, datle, borůvky, paprika, okurka, rybíz, angrešt aj.